# Болонська школа

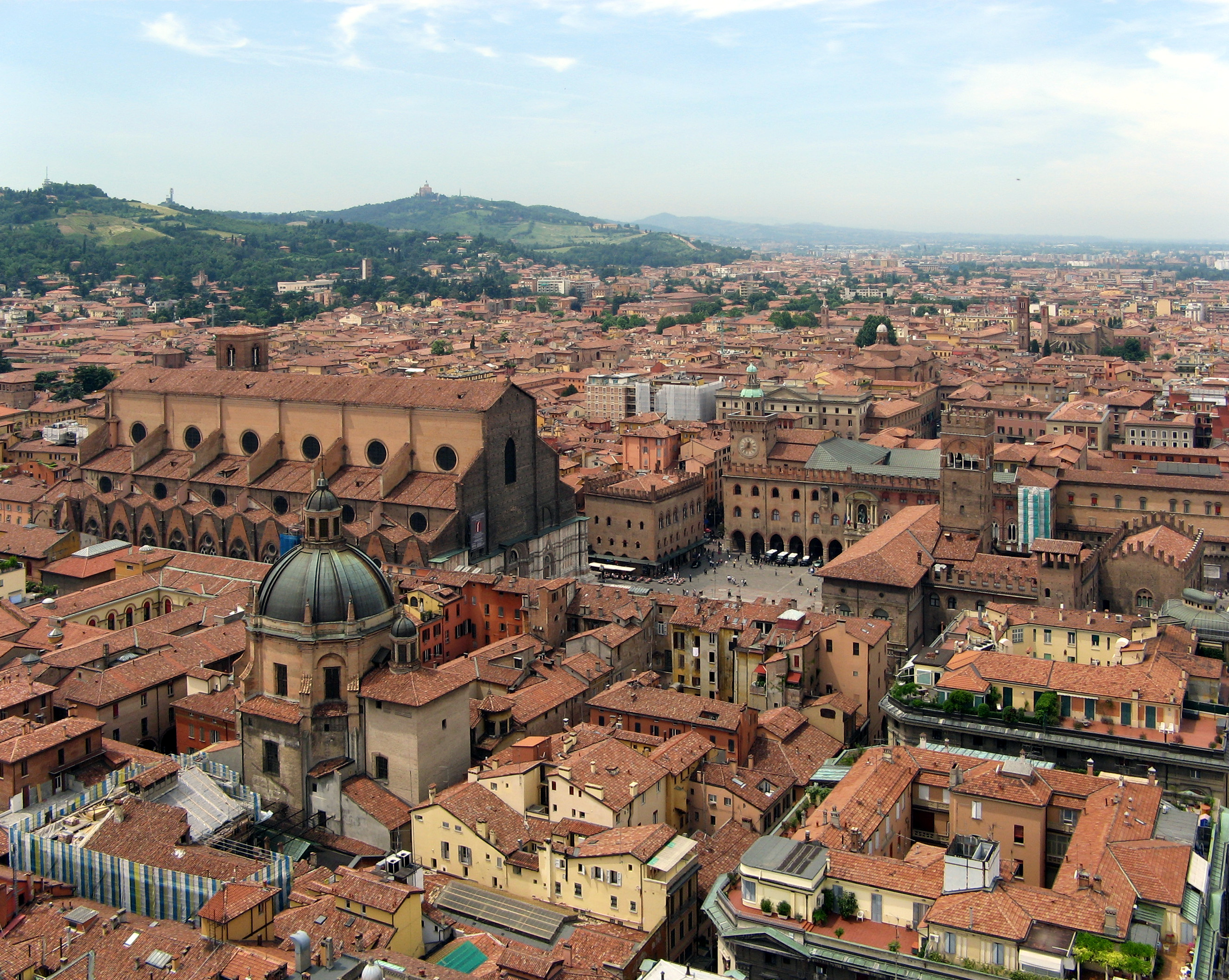
Історичний центр міста Болонья з базилікою Сан Петроніо

Існує також Болонська школа юриспруденції
Боло́нська шко́ла — італ. Scuola bolognese di pittura одна з шкіл італійського живопису XIV-XVIII століть поряд з Венеційською школою,Брешианською школою чи Римською школою. Особливого значення набула в кінці XVI століття, коли брати Караччі заснували Болонську академію (1585), в якій вперше були сформульовані принципи реалістичного академізму. Академія давала художню освіту, вчила майстерності в галузі малярства (особливо композиції і малюнку). Художники болонської школи, йдучи за високими зразками мистецтва Відродження, створювали картини й фрески на релігійні та міфологічні теми для палаців і церков. Болонська художня школа на попередньому етапі дала також низку видатних майстрів в добу італійського маньєризму,частка з котрих мала універсальні властивості і працювала і як архітектори, і як художники-фрескісти, і як скульптори як у самій Болоньї, так і за межами Італії.

## Історія Болонської художньої школи
Незважаючи на створення академії, болонська школа живопису та Болонья не стали провідним центром культури як Рим, Флоренція, Неаполь чи Венеція і не відкривали нових шляхів в мистецтві. Це була своєрідна еклектика. Саме ця еклектика закамуфлювала як художні періоди як до братів Каррачі, так і періоди розвитку школи після них. Лише в 20 ст. дослідники переглянули історію художньої школи і виявили її глибоке коріння.

## Болонья середньовічна і ренессансна

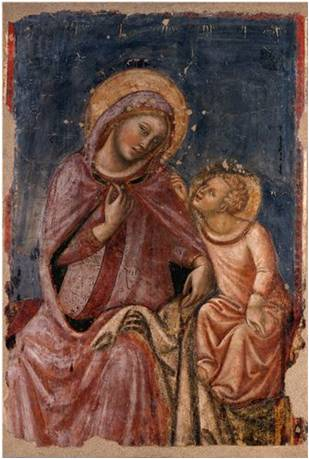
художник Вітале да Болонья (1289-1359). Мадонна з немовлям, фреска

Болонська школа за цими даними сформувалась доволі рано, приблизно ще у XIII сторіччі. Вона була тісно пов'язана з тими релігійними ідеями (перш за все спасіння душі) та недосконалими (за новітніми порівняннями) технологіями створення фресок та ікон. Зразковим тоді було мистецтво Візантійської імперії з її фресками, мініатюрами до рукописів, мозаїками та розвиненим тематично іконописом.
Болонья середньовічна якраз і стала помітним центром створення рукописів та мініатюр до них. На художню практику у Болоньї суттєво впривали медичний, філософський та теологічний факультети місцевого університету та доволі сміливі (для того часу) професори.
В XV сторіччі до університетської професури приєдналися володарі краю з роду Бентівольо, що стали покровителями декількох художників, серед котрих були Лоренцо Коста, Франческо Франча, Аміко Аспертіні.

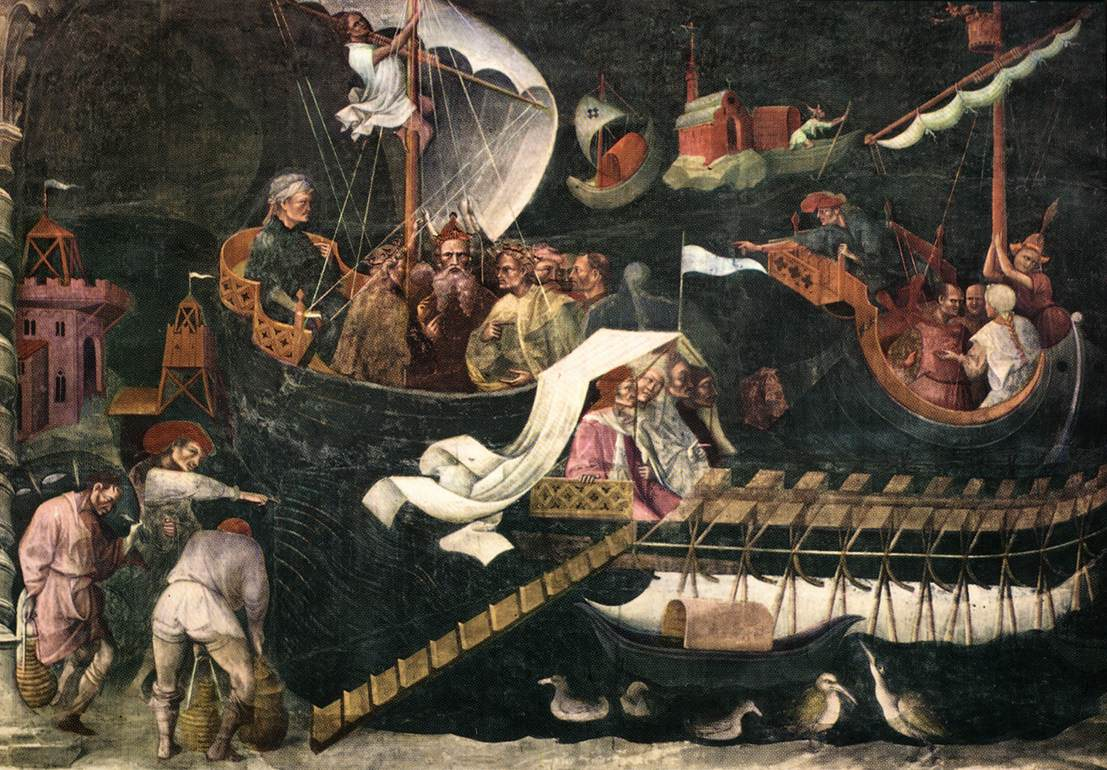
Джованні да Модена. Повернення трьох королів, фреска, бл. 1410 р. Базліка Сан Петроніо, Болонья.

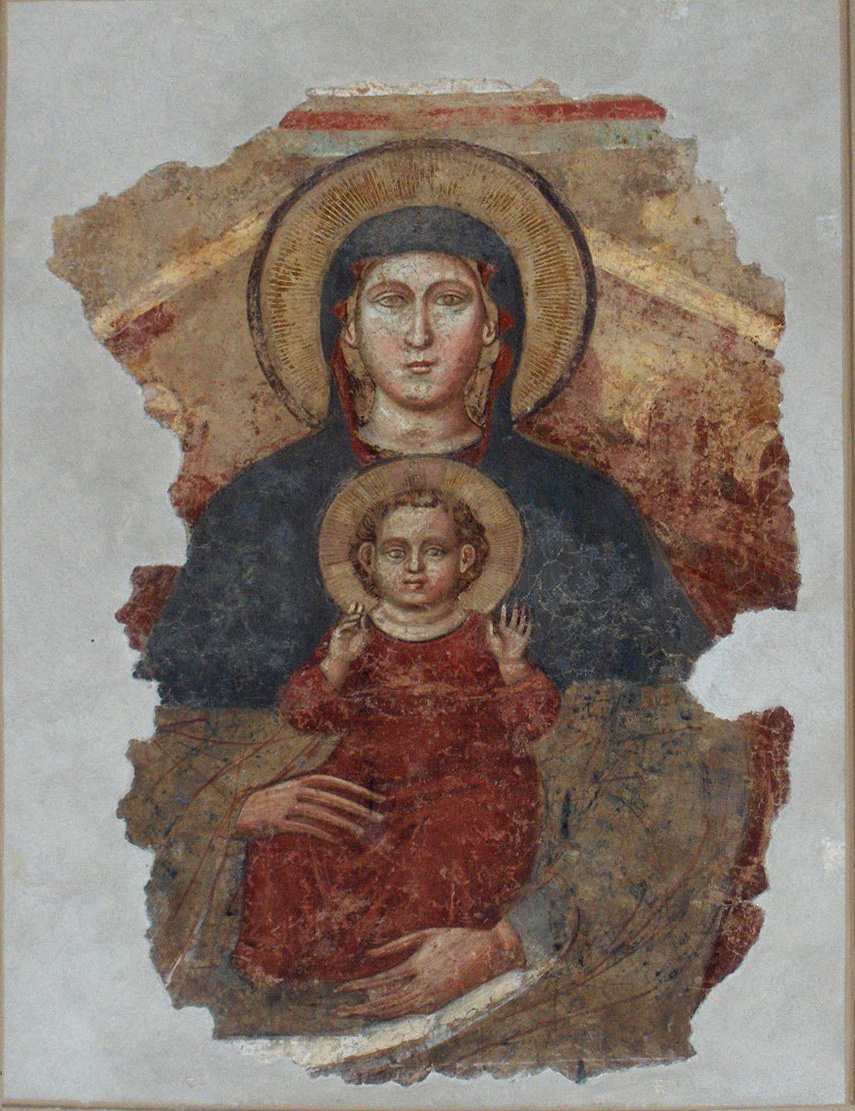
Невідомий майстер з середньовіччя. Мадонна з немовлям, залишок фрески, базиліка Сан Доменіко, Болонья
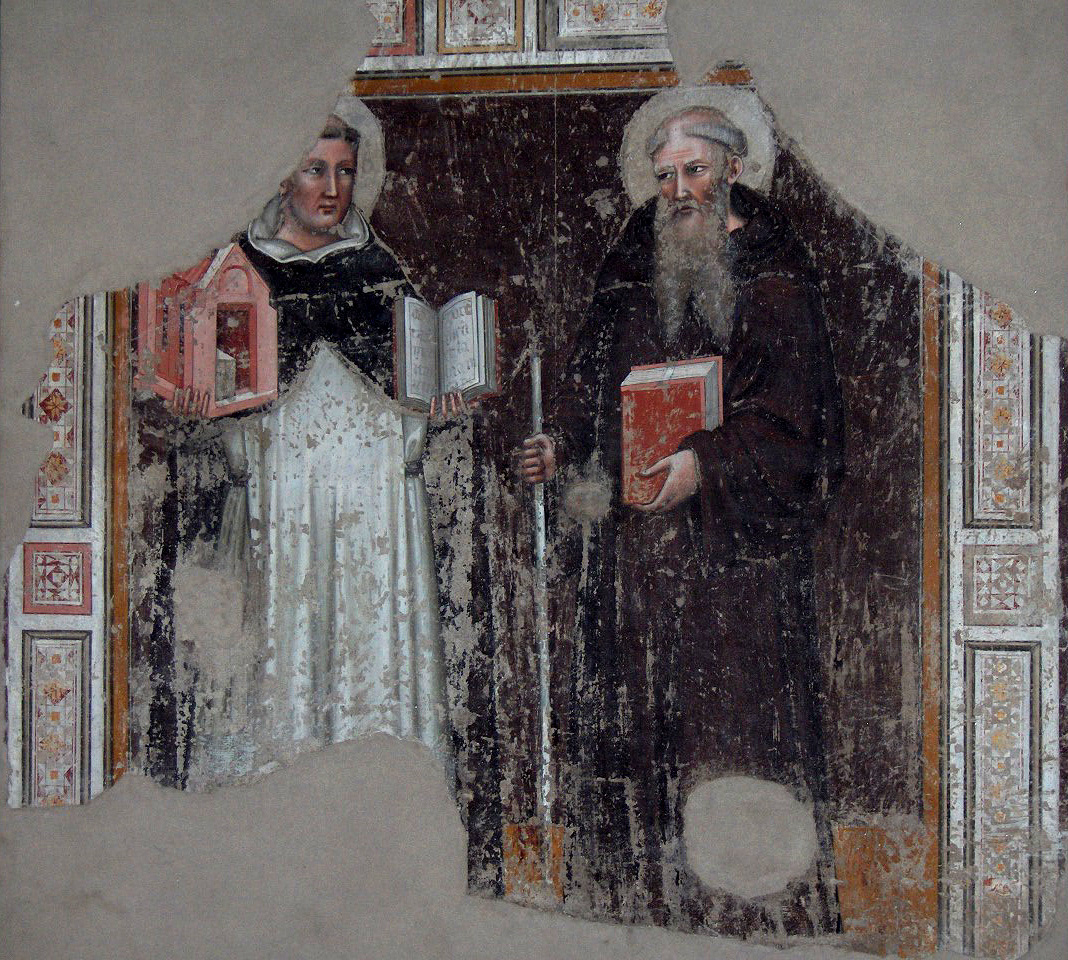
Тома Аквінський та  Бенедикт Нурсійський, фреска XIV ст.,  базиліка Сан Доменіко, Болонья.
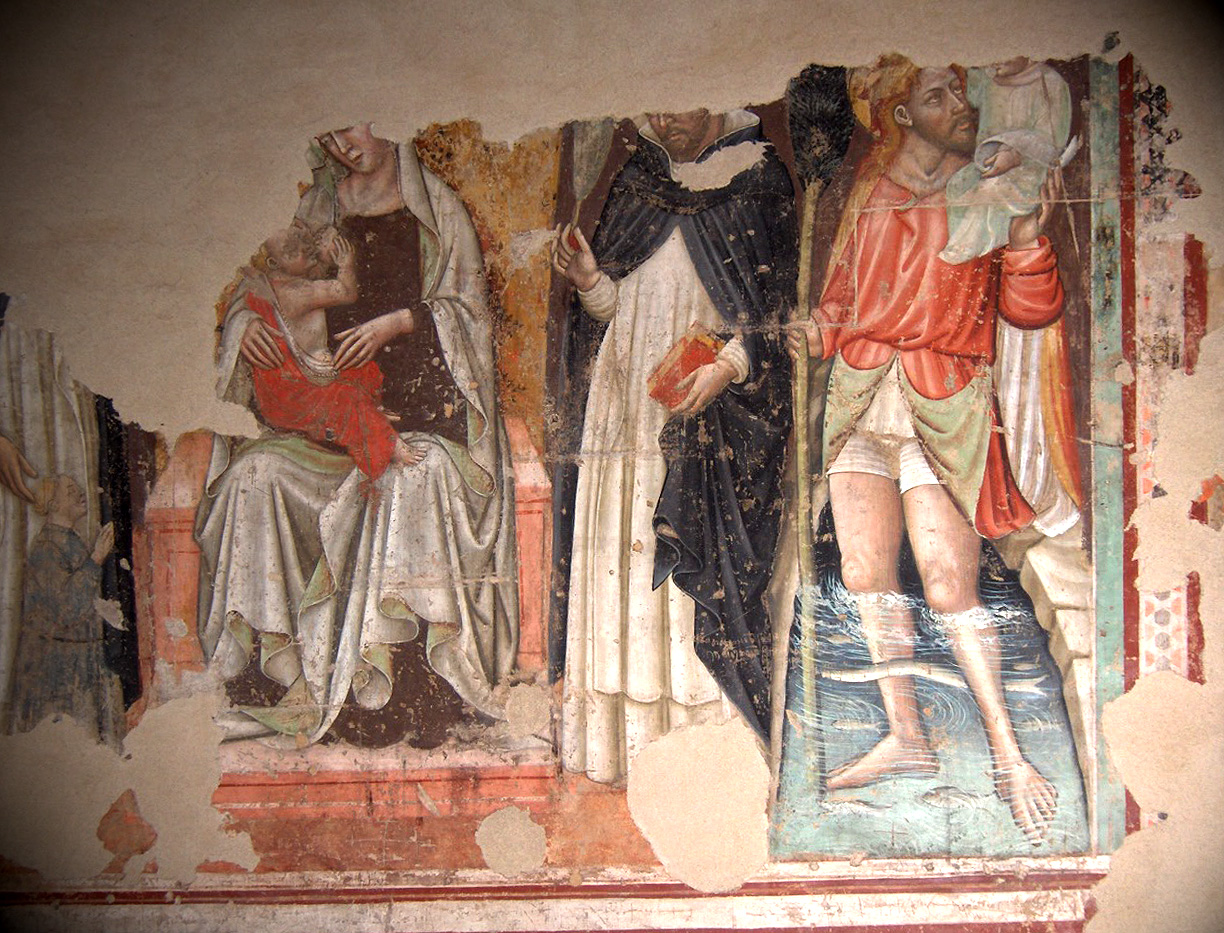
Залишки середньовічних фресок, базиліка Сан Доменіко, Болонья.
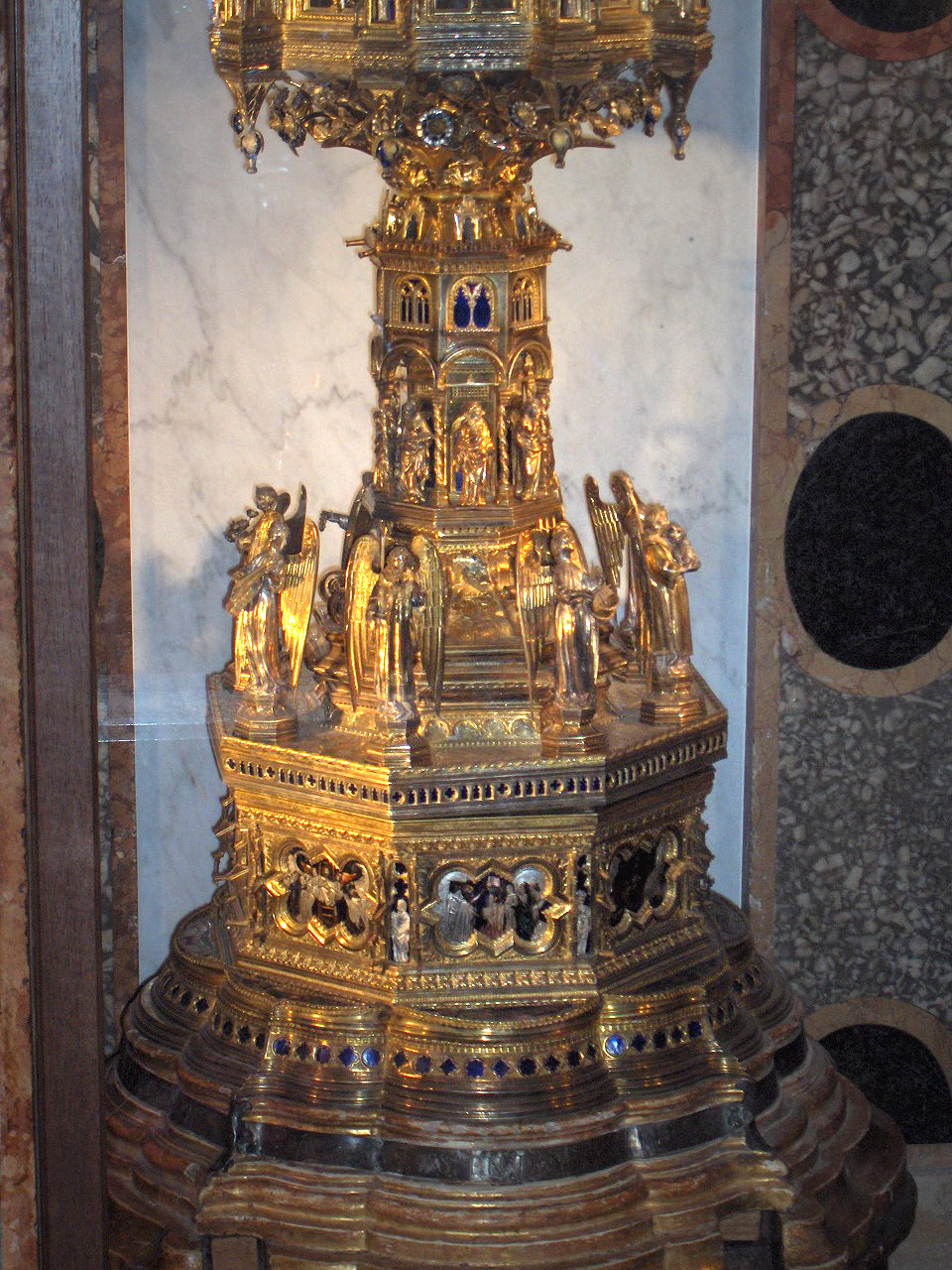
Старовинний релікварій, базиліка Сан Доменіко, Болонья.

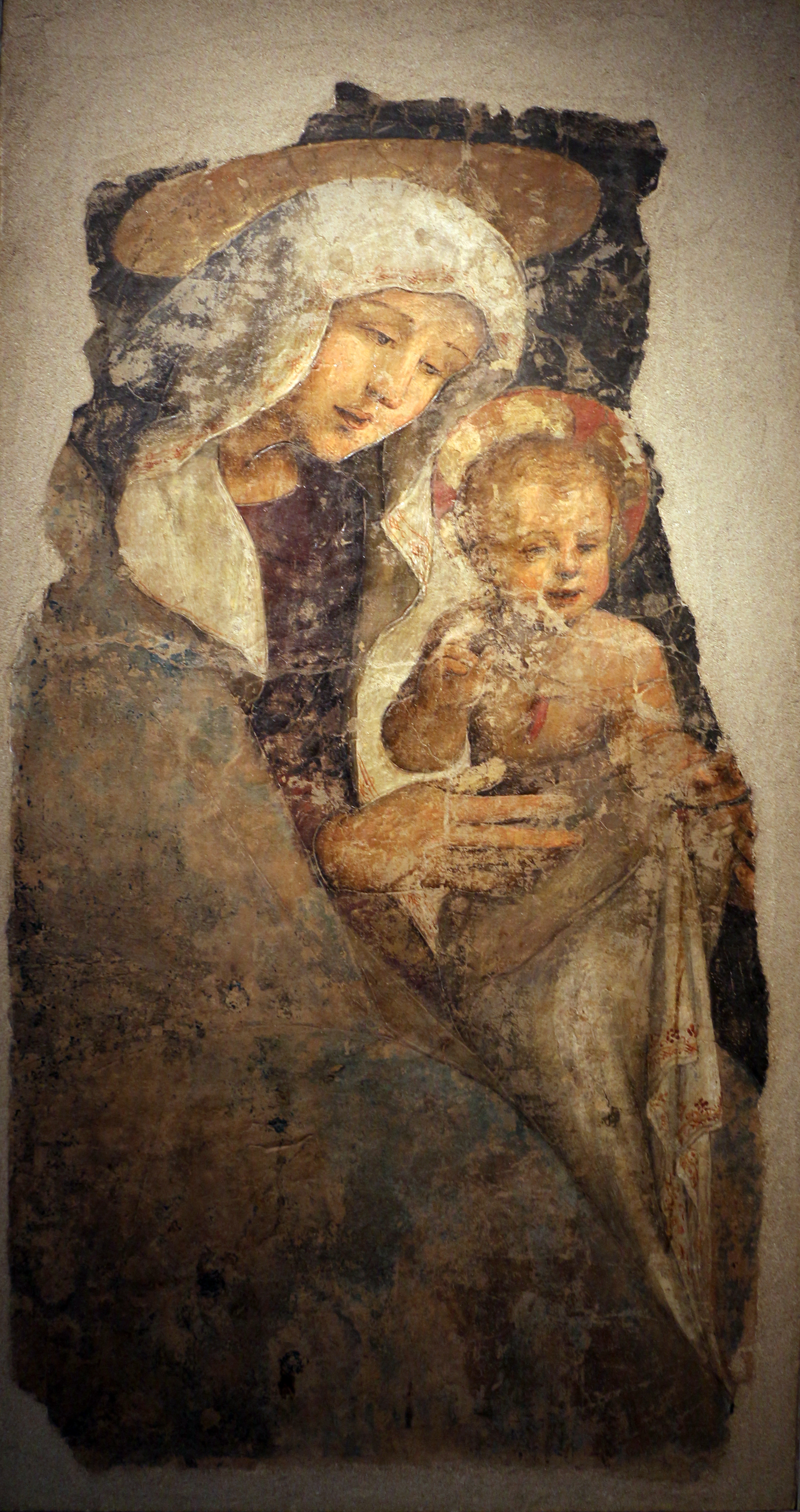
Аміко Аспертіні. Мадонна з немовлям, Ораторія делла Мадонна ді Гальєра.
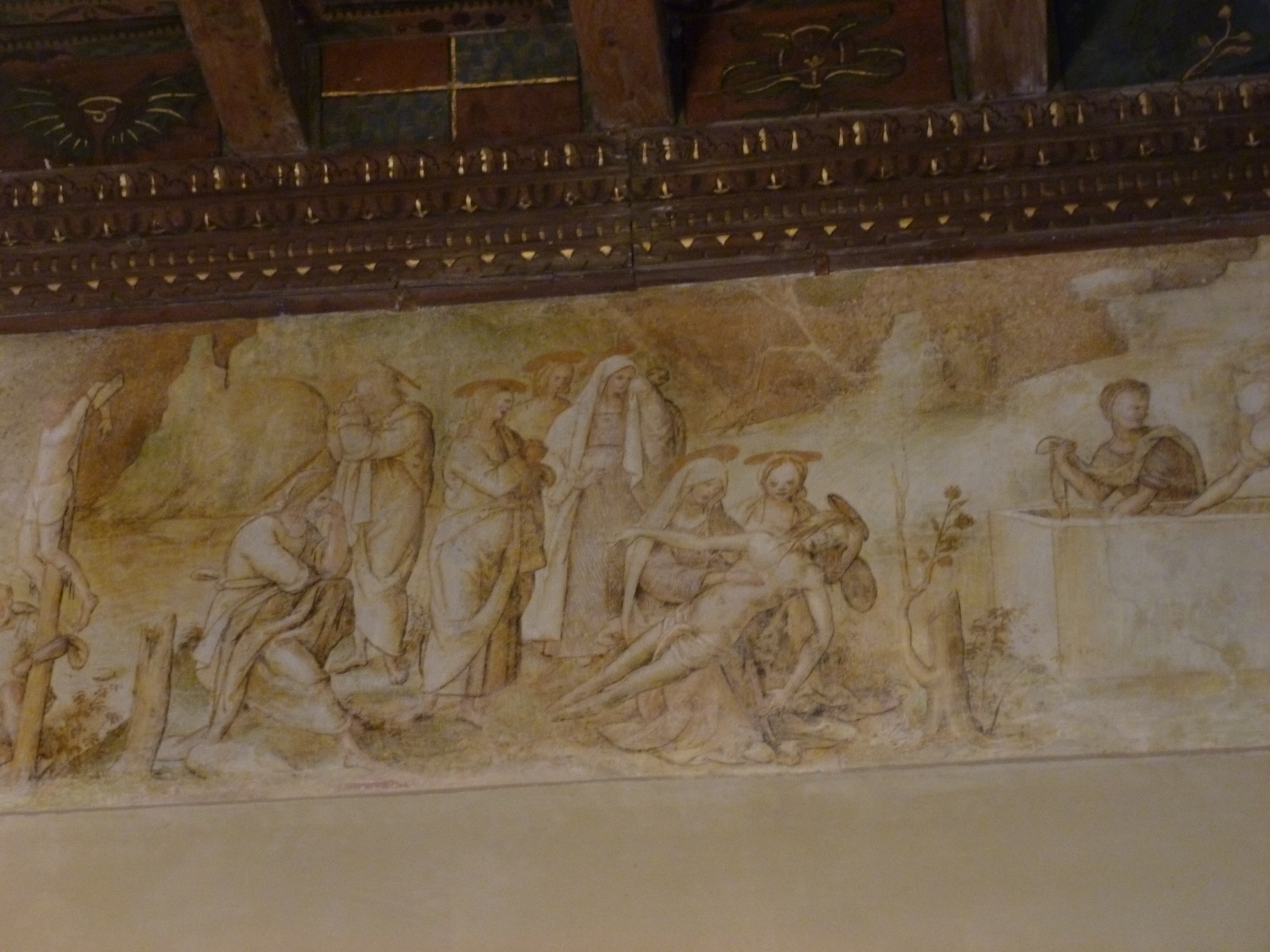
Аміко Аспертіні. Біблійні сцени, замок Градара.
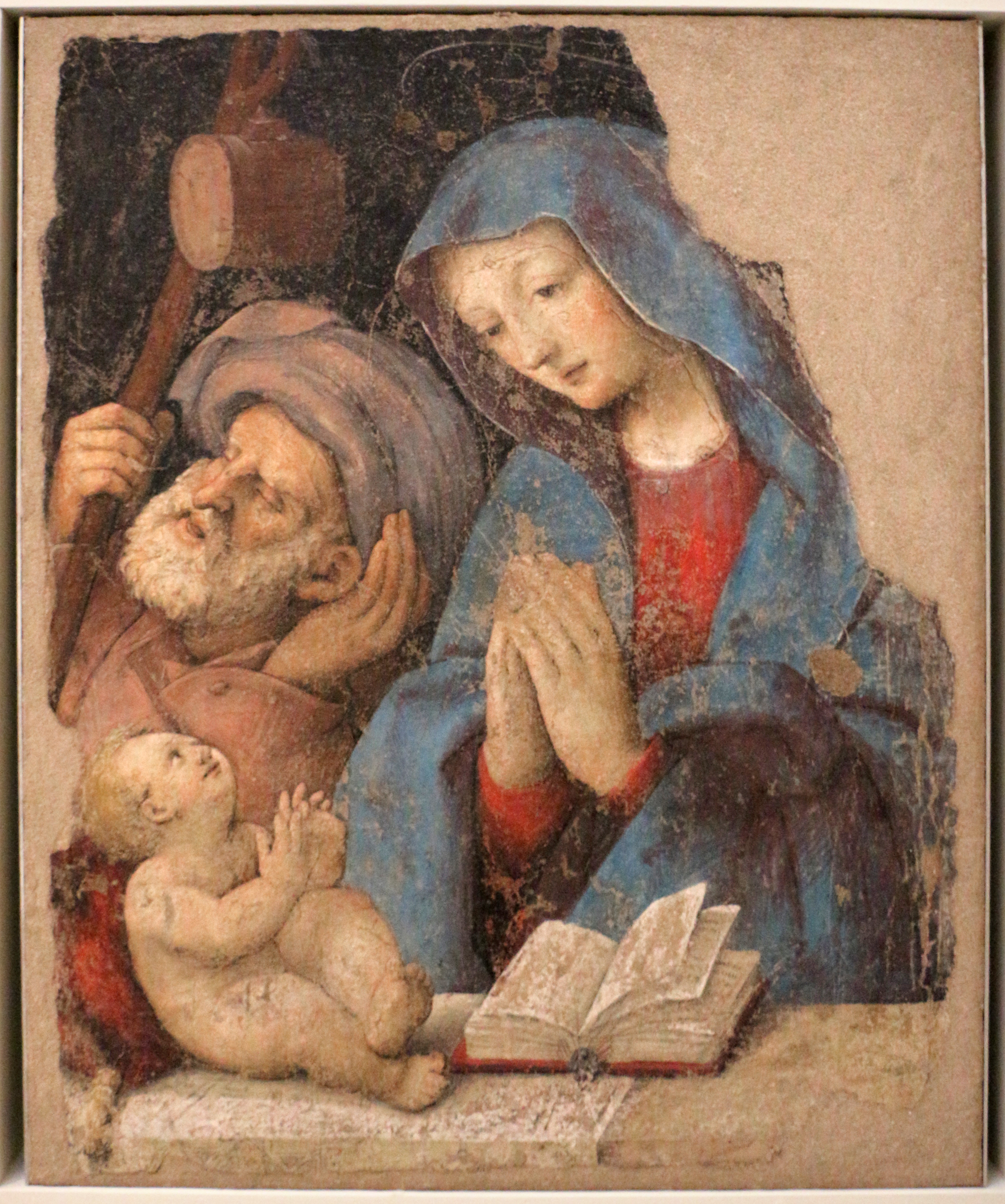
Аміко Аспертіні. Свята Родина. Національна пінакотека Болоньї

## Маньєризм в Болоньї

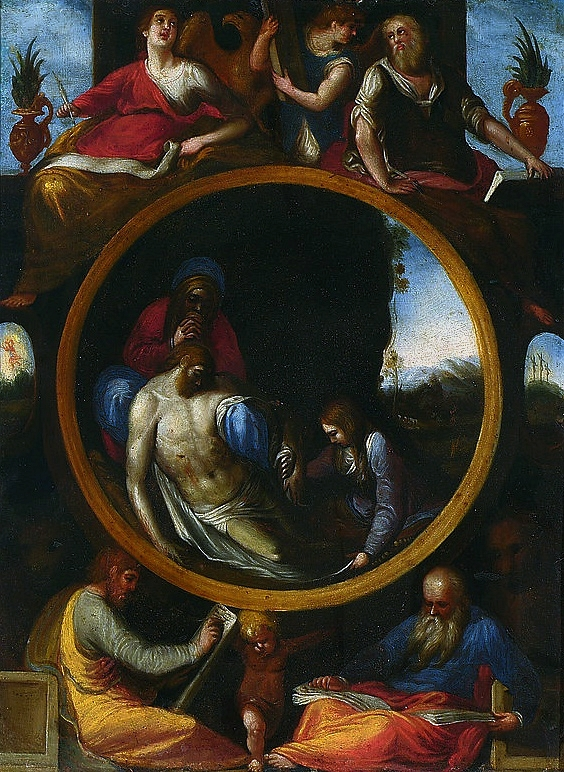
Денис Кальверт. Оплакування Христа з чотирма євангелістами (Лука, Матвій, Іоанн, Марк), Національний музей (Варшава)

Важливим етапом розвитку болонської школи до короткої доби діяльності братів Каррачі був період місцевого маньєризму. Саме з відмови від спірітуалізму та крайніх форм індивідуалізму місцевого маньєризму і виросло мистецтво братів Каррачі, доволі нетривале як таке в самій Болоньї. Феноменом місцевої художньої практики стало бароко XVII ст., що не перебороло повністю стилістику маньєризму і той розвивався в Болоньї паралельно з бароковим академізмом.
Ранні ознаки маньєризму були притаманні ще творам Інноченцо да Імола. Маньєризм в місцевій практиці пустив могутнє коріння, про що свідчать картини його учнів, серед котрих опинився багато обдарований Просперо Фонтана. Художня практика останнього була такою, що дозволила попрацювати у відомих центрах міжнародного маньєризму у Фонтанбло (Франція) та у Римі (Папська держава). Помітний вплив на підвищення художнього рівеня творів митців Болоньї мали твори Джуліо Романо,  Пеллегріно Тібальді, талановитого архітектора і непоганого фрескіста-декоратора, що працював у Ескоріалі і в Мілані.
Особливо помітними успіхи в декоративному живопису були в творах болонців Лоренцо Сабатіні (котрому довірили створити фрески в каплиці Паоліна у Ватикані) та у Просперо Фонтана, що попрацював у Бельведері Ватикана, на віллі Джулія, у палаці Фіренце на Кампо Марціо, де мешкав рідний брат папи римського.
Чутливим до могутніх впливів італійського маньєризму був і Денис Кальверт, фламандець за походженням, що натуралізувався в середовищі болонських художників.

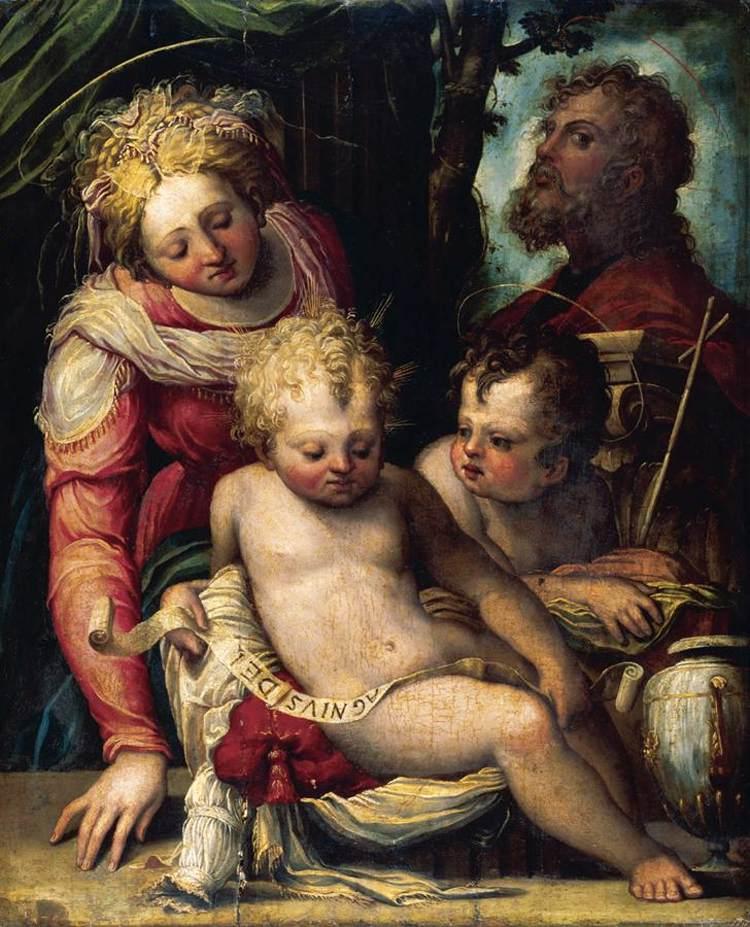
Просперо Фонтана  (1512-1597). Свята Родина з малим Іваном Хрестителем. Приватна збірка.
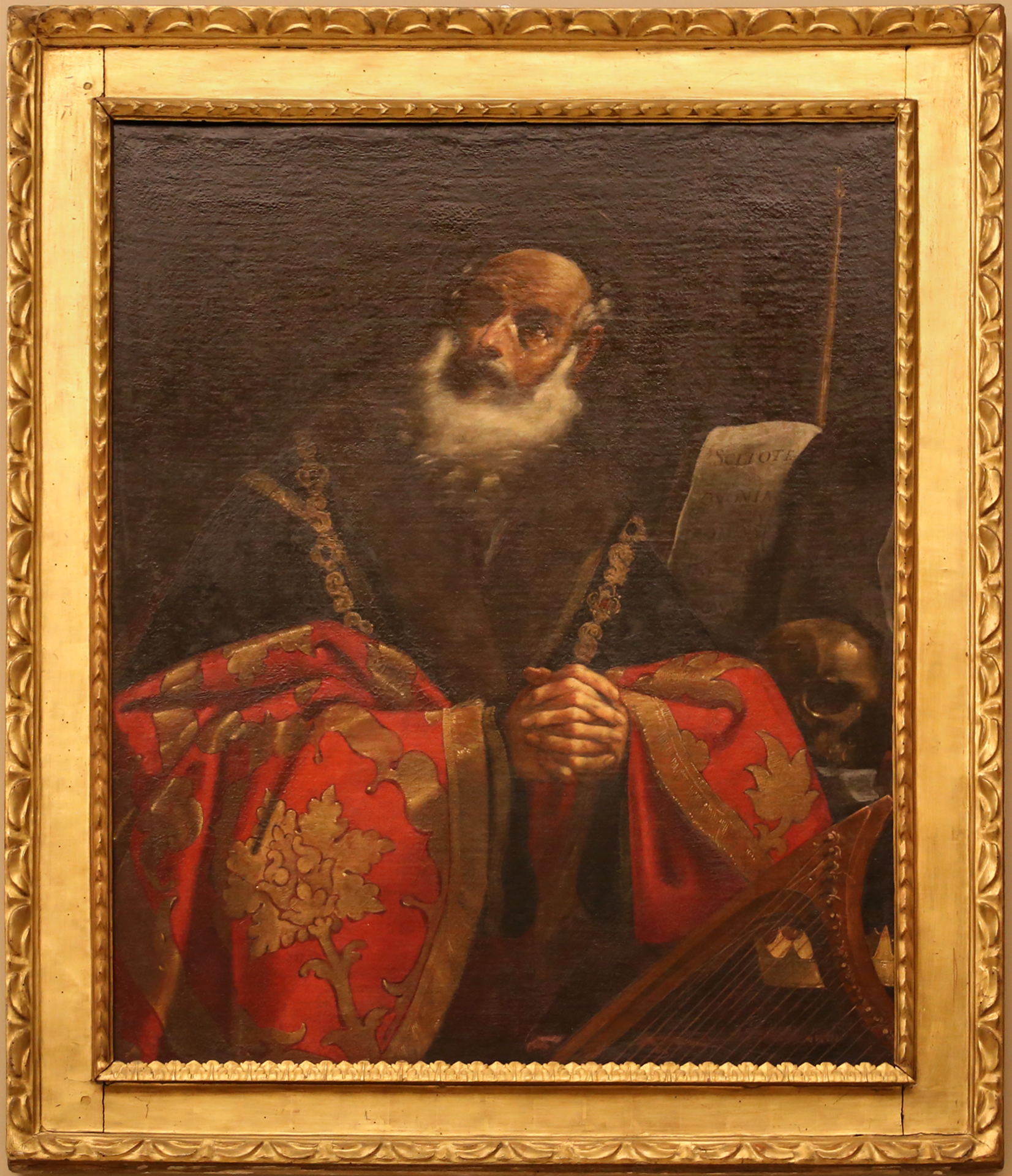
Джакомо Каведоне. Цар Давид, до 1630 р. Палац музеїв, Модена.
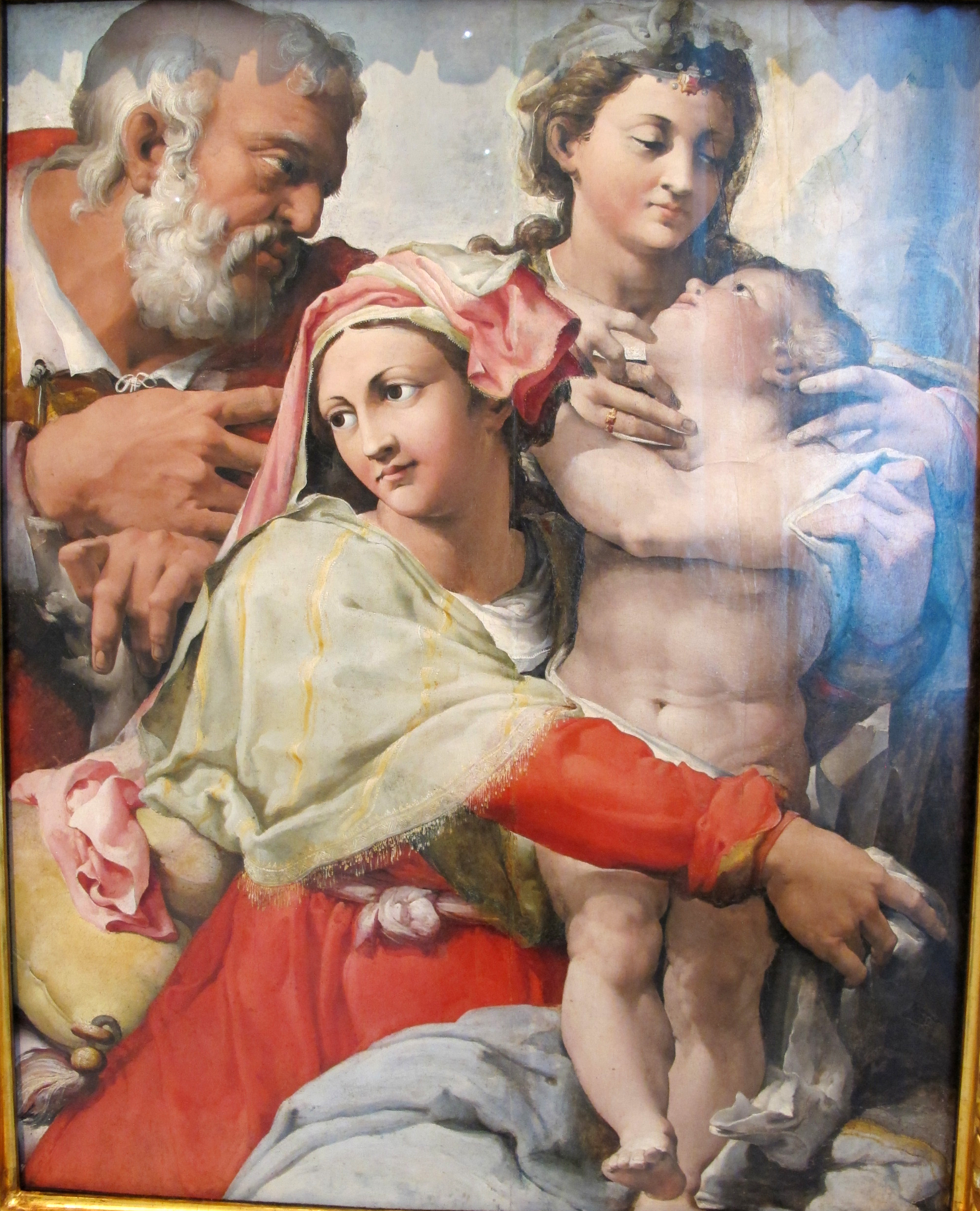
Нозаделла. Свята Родина з Катериною Александрійською. Національний музей мистецтв, Румунія
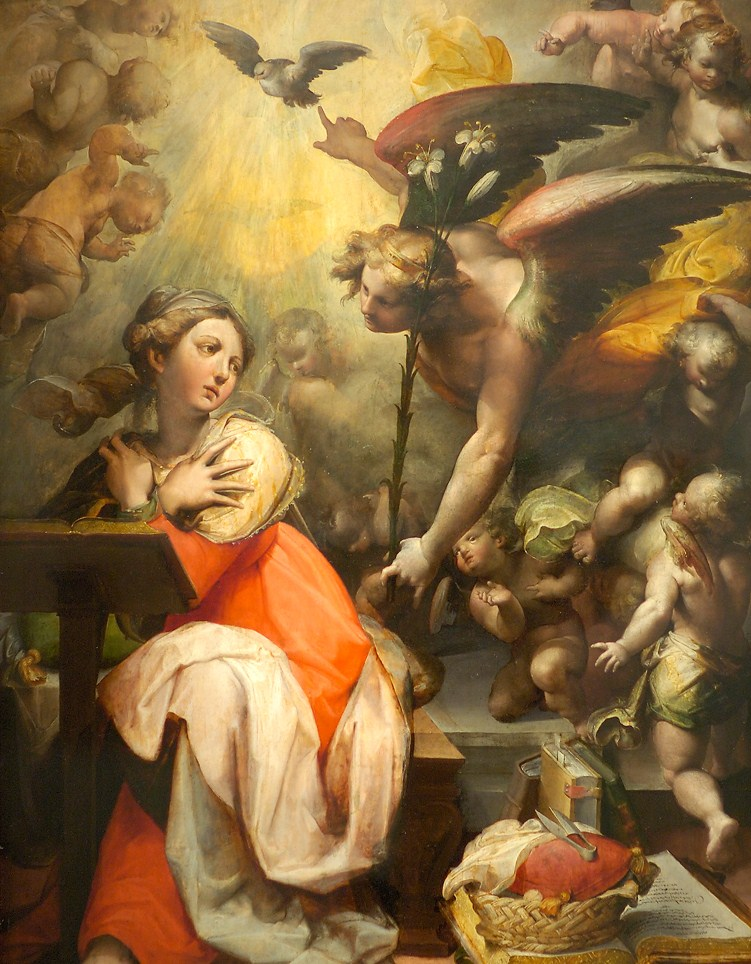
Нозаделла. Благовіщення діві Марії, Художній музей університета Прінстон
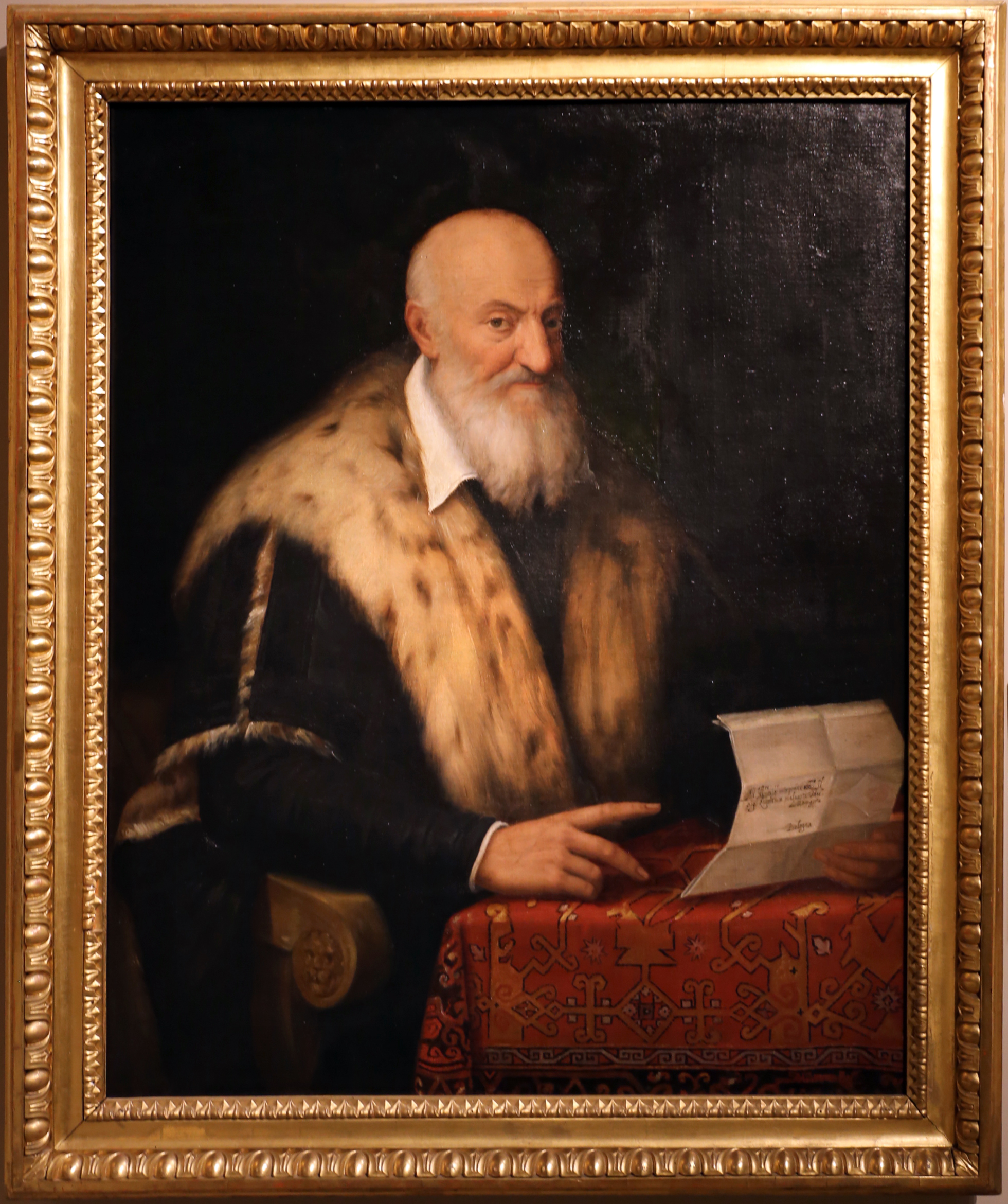
Лоренцо Сабатіні. Портрет Мальвазія, до 1576 р. Галерея Естензе, Модена.
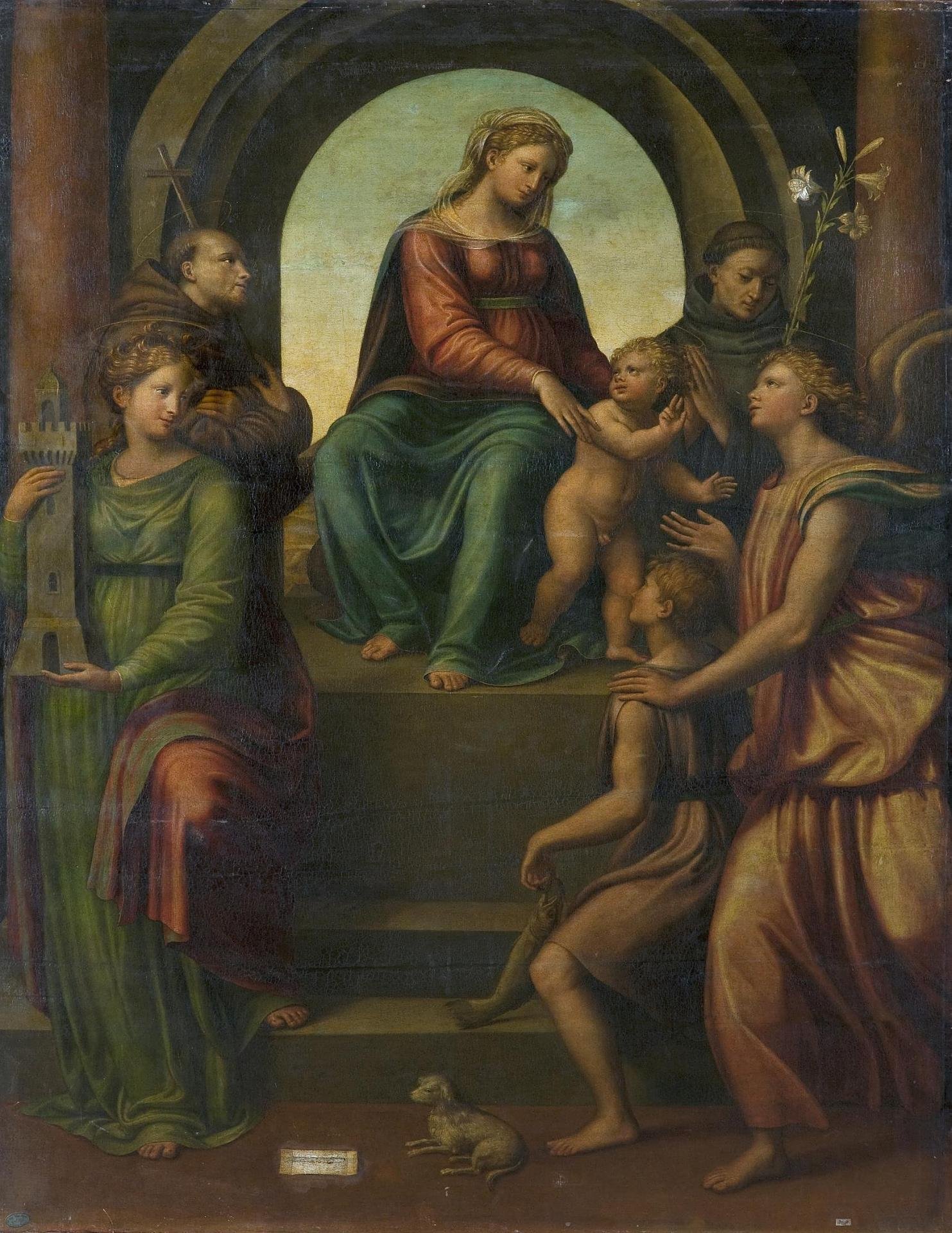
Інноченцо да Імола. Мадонна з немовлям і святими. Ермітаж, Санкт-Петербург.
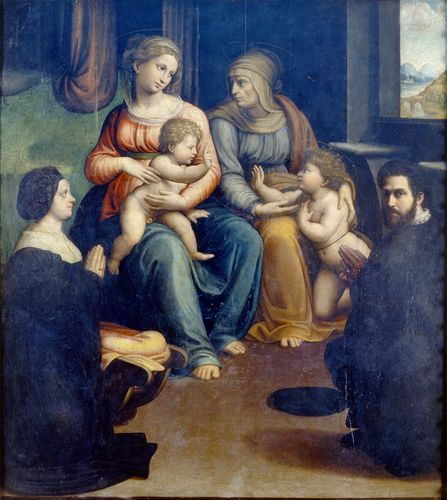
Інноченцо да Імола. Мадонна з немовлям, св. Єлизаветою та двома донаторами, Національна пінакотека Болоньї.
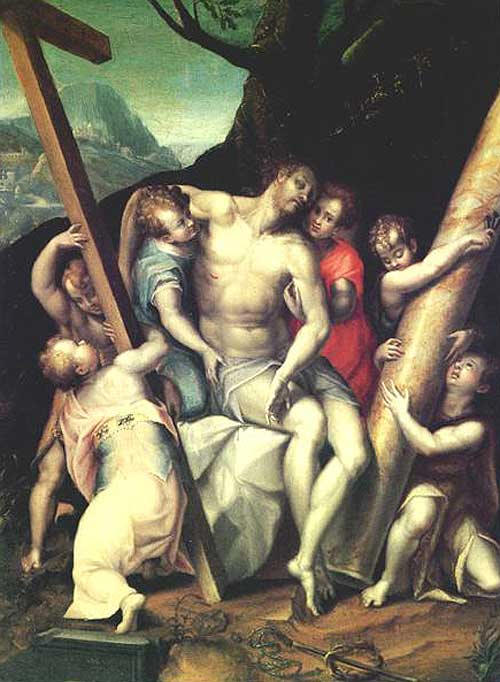
Лавінія Фонтана. Мертвий Христос з символами страстей, бл. 1581 р. Музей мистецтв Корнелла.
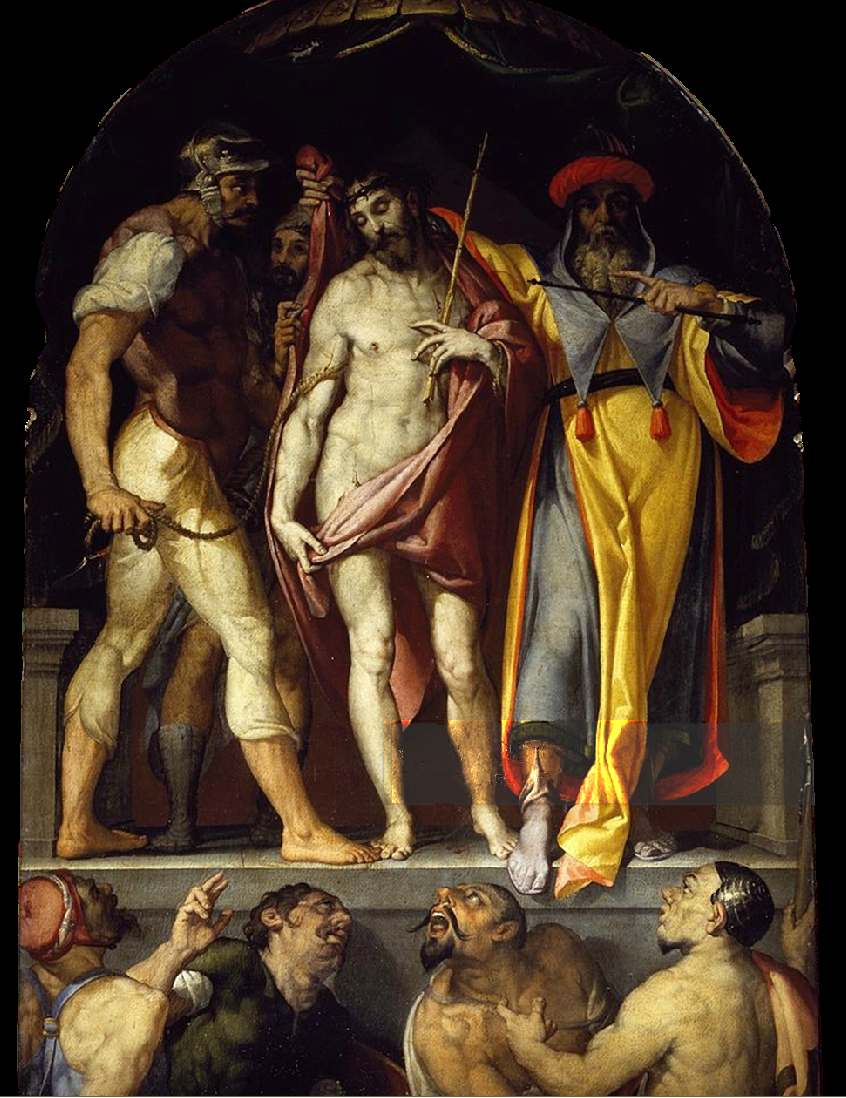
Бартоломео Пассаротті. Христос перед натовпом, 1575 р., церква ді Санта Марія дель Борго, Болонья.
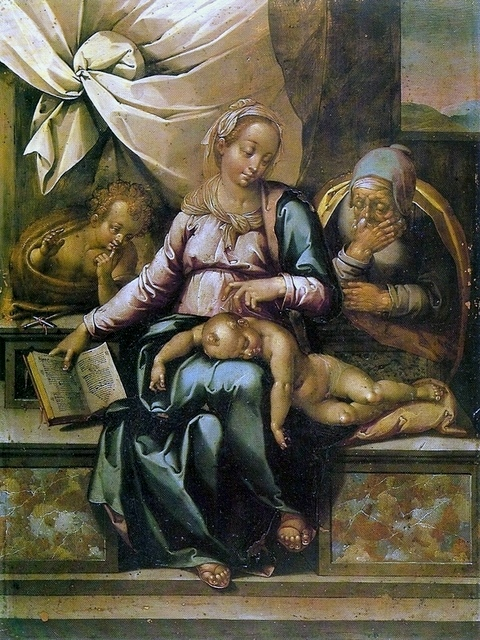
Бартоломео Пассаротті. Мадонна з приспаним Христом, Сан Пауло, Бразилія.

## Попередники болонської школи братів Каррачі
Художня школа (академія) «Тих, хто на правильному шляху», заснована братами Каррачі, мала своїх попередників. Так, у Флоренції, де були фанатичні прихильнки малювання, заснували ще 1563 року місцеву Академію малюнка, бо малюнок вважали попередником і живопису, і скульптури, і архітектури. Митець, що погано малював, не вважався авторитетом для художників Флоренції. Погане малювання флорентійські сноби закидали навіть уславленим художникам Венеції, серед котрих були Джорджоне і сам Тиціан.
Сучасною з академією братів Каррачі була і художня академія в папському Римі, заснована з ініціативи маньєриста Федеріго Цуккарі у 1593 р.
По смерті Лодовіко Каррачі у 1619 р. болонську художню школу очолив Гвідо Рені, художник і гравер.

## Покровительство папи римського
На хвилі зміцнення авторитету католицизму і посилення спротиву Реформації (протестантським течіям в Західній Європі) в низці північних країн, в папському Римі звернули увагу на релігійний живопис художників Болоньї. Кардинал Одоардо Фарнезе викликав у папську столицю двох братів Каррачі і посприяв їх роботі. Так, Аннібалє Каррачі(1560—1609) створив стінописи в палаццо Фарнезе на теми «Метаморфоз» Овідія .
Рим початку XVII ст. бурхливо жив художньою практикою, де завзято боролися прихильники маньєризму, папської офіційної лінії в живопису та представники демократичної гілки бароко північноіталійського зразка, останнє уособлювало собою пристрасне, часом несамовите мистецтво Караваджо. Папському двору найближчим виявилось посереднє, холоднувате, помірно пафосне мистецтво братів Каррачі. Підтримка папи римського цього напрямку і переорієнтувала творчість низки художників-католиків та декотрих іноземних на помірну стилістику братів Каррачі. Так мода на болонську школу почала свій наступ на художню практику в низці країн Західної Європи, не оминувши свій вплив навіть на Академію мистецтв в православному Санкт-Петербурзі, коли там заснували власний художній заклад 1757 року

## Криза болонської художньої школи
Кризові явища в болонській художній школі почали відчувати ще в XVIII ст., незважаючи на офіційну підтримку католицької церкви та королівських (імператорських) династій. Про посередність болонської художньої манери писав ще Ш. Блан, розпізнавши в ній як відсутність великих недоліків, так і відсутність сміливості, енергії, викорінення яскравих індивідуальностей. Щось поміняти в цій картині стагнації школи намагались і Джованні Ланфранко, і Лоренцо Пізанеллі, і Карло Чиньяні.

## Діяльність Карло Чиньяні
1708 року в Болоньї власне художник Карло Чиньяні (1628—1719) заснував нову Художню академію, бо академія братів Каррачі проіснувала недовго. Намагання щось змінити і прагнув Карло Чиньяні. Його зусилля підтримав і черговий папа римський (Климент XI), а його канцелярія розробила та затвердила новий устав художньої школи. Карло Чиньяні отримав від папи римського дозвіл на пожиттєву посаду директора художньої школи, а школа отримала назву за ім'ям папи — Климентина. Але припинити активні пошуки в мистецтві, навіть в дрібних князівствах Італії, не міг і папа, і Карло Чиньяні, і будь хто. Італія і Рим почали поступатися в художній ініціативі Фландрії, Голландії, навіть Іспанії і особливо Франції. У 18 ст. у повну силу про себе заявили рококо, просвітництво, нова хвиля класицизму, а потім ампір. Болонська художня школа вже не впоралась з новими змінами в художній практиці, а її митці скотилися до напищеності та деградації ідей.

## Головні представники

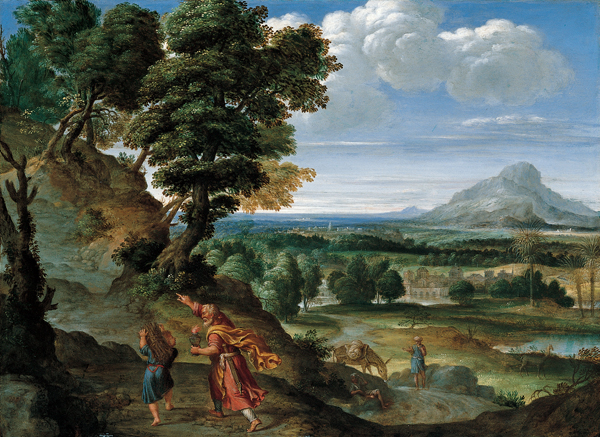
Доменікіно. «Жертвоприношення Авраама». Художній музей Кембел, Техас.

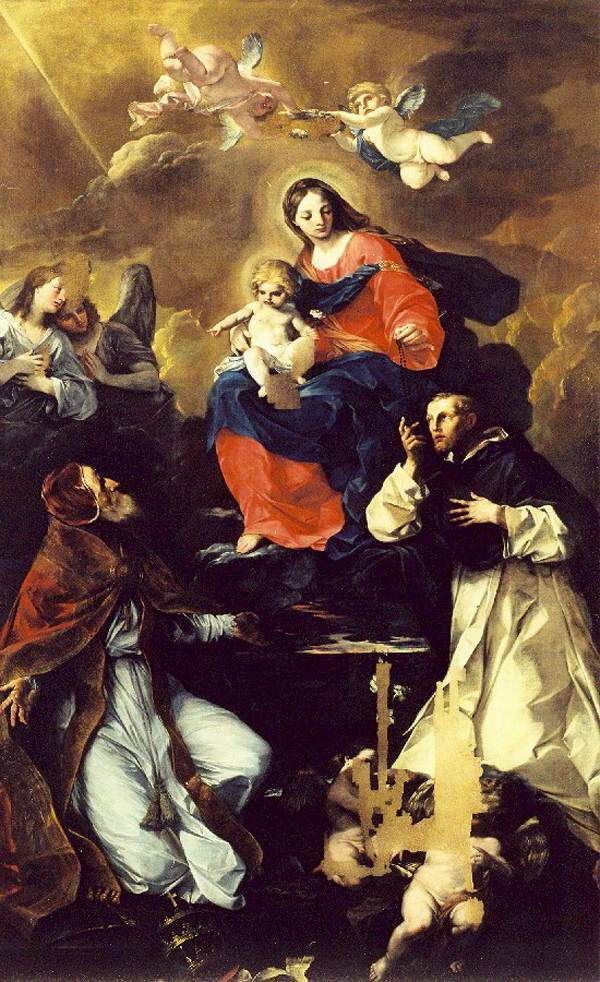
Феліче Тореллі. Вівтар «Мадонна з немовлям і святими»

### В 14-15 століттях
- Якопо Аванці (бл.1350 — 1416 рр.)[4]
- Франко Болоньєзе (14 ст.)[4]
- Аміко Аспертіні (1474—1552)
- П'єтро ді Джованні Ліанорі (Pietro di Giovanni Lianori, працював у 1412—1453)
- Лоренцо Коста (1460—1535)
- Франческо Франча (1450—1517)

### В 16 столітті (маньєризм і раннє бароко)
- Франческо Рімпата (бл. 148о — 1511)
- Денис Кальверт (1540—1619)
- Нозаделла (Джованні Франческо Бецці 1530—1571)
- Лоренцо Сабатіні (бл. 1530—1576 Lorenzo Sabatini)
- Бартоломео Пассаротті (1529—1592)
- Ораціо Саммакіні (1532—1577)
- Франческо Гессі (1588—1649 Francesco Gessi)
- Лавінія Фонтана (1552—1614)
- Джироламо да Карпі, (1501—1556), його відносять також до феррарської школи живопису.

### Відомі художники болонської школи на зламі 16— 17 століть
- Чезаре Дандіні (1595—1656)
- Аннібалє Каррачі (1560—1609)
- Лодовіко Каррачи (1555—1619)
- Доменікіно (1581—1641)
- Гвідо Рені(1575—1642)
- Джованні Джакомо Сементі (1580—1638)
- Лоренцо Барбьєрі (1580—1654)
- Джованні Франческо Гверчіно(1591—1666)
- Скарселліно, тобто Іпполіто Скарселла (бл. 1550—1620), художник, гравер, мініатюрист
- Франческо Альбані (1578—1660)
- Джакомо Каведоне (1577—1660)
- Гвідо Каньяччі(1601—1681)
- Ліонелло Спада (1576—1622)
- Джованні Марія Віані старший (1636—1700):
- Художники болонської школи 17-18-19 століть:
- Фламініо Торрі дельї Ансінеллі (1621—1661)
- Елізабета Сірані (1638—1665)
- Джузеппе Марія Креспі (1665—1747), автор чудового натюрморту Дві бібліотеки (картина) .

- Крістофоро Терці (1692—1745), учень Креспі
- Франческіні , Марко Антоніо (1648—1729)
- Джованні Марія Віані молодший (1668—1711)
- Феліче Тореллі (1667—1748)
- Стефано Тореллі (1712—1784)

## у 18 ст
- Донато Креті (1671—1749)
- Антоніо Беккаделлі (1718—1803)
- Гаетано Гандольфі (1734—1802)батько
- Мауро Гандольфі (1764—1834)син Гаетано

## Декоративні фрески в палаццо Маньяні, Болонья

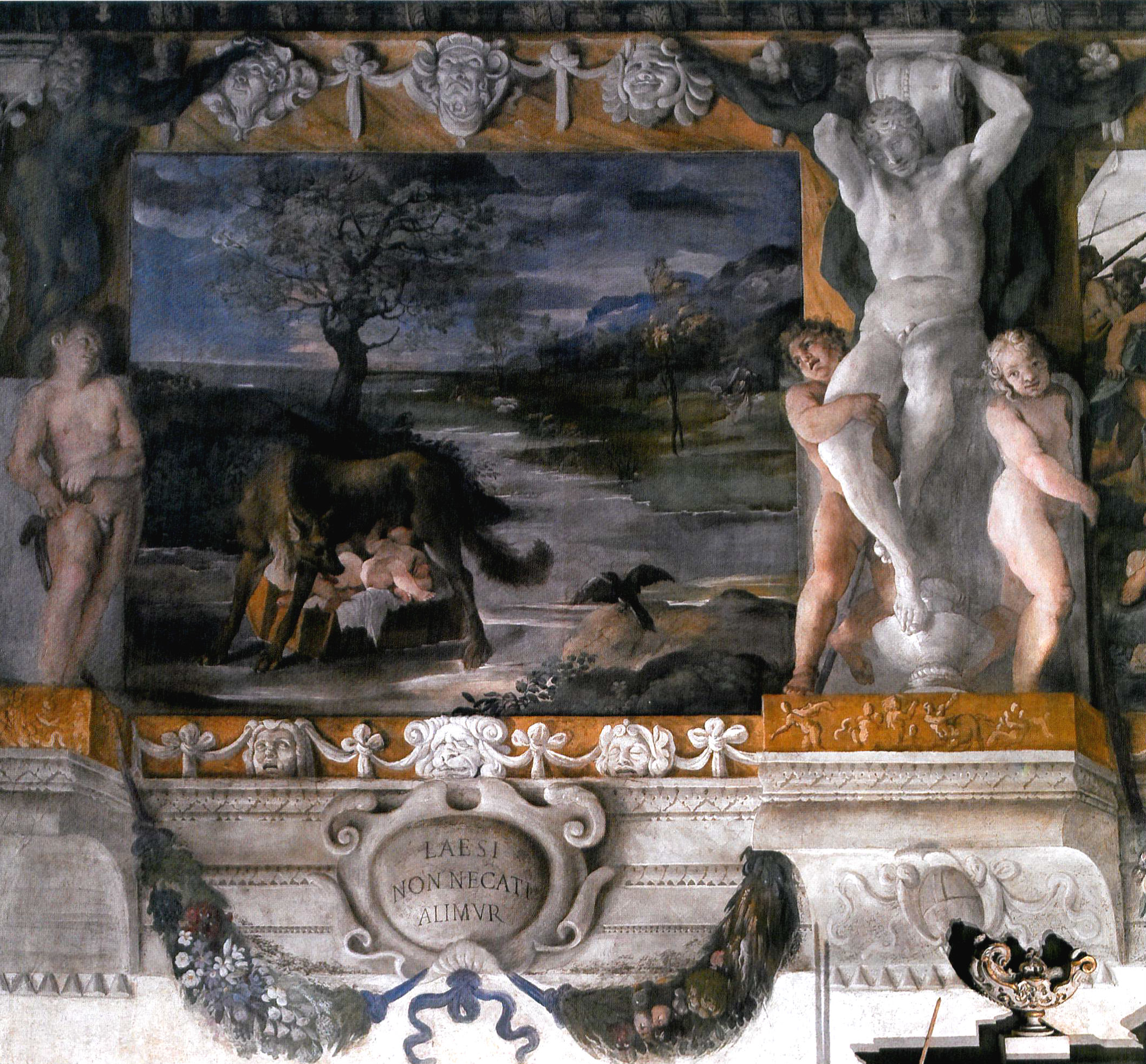
Капітолійська вівчиця. «Історія Ромула і Рема», палаццо Маньяні.
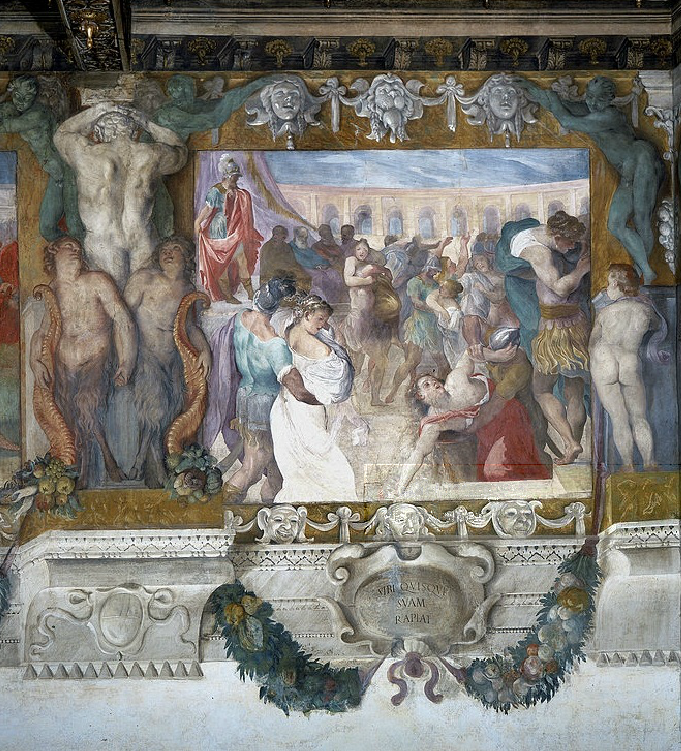
Викрадення сабінянок римськими вояками. Палаццо Маньяні.
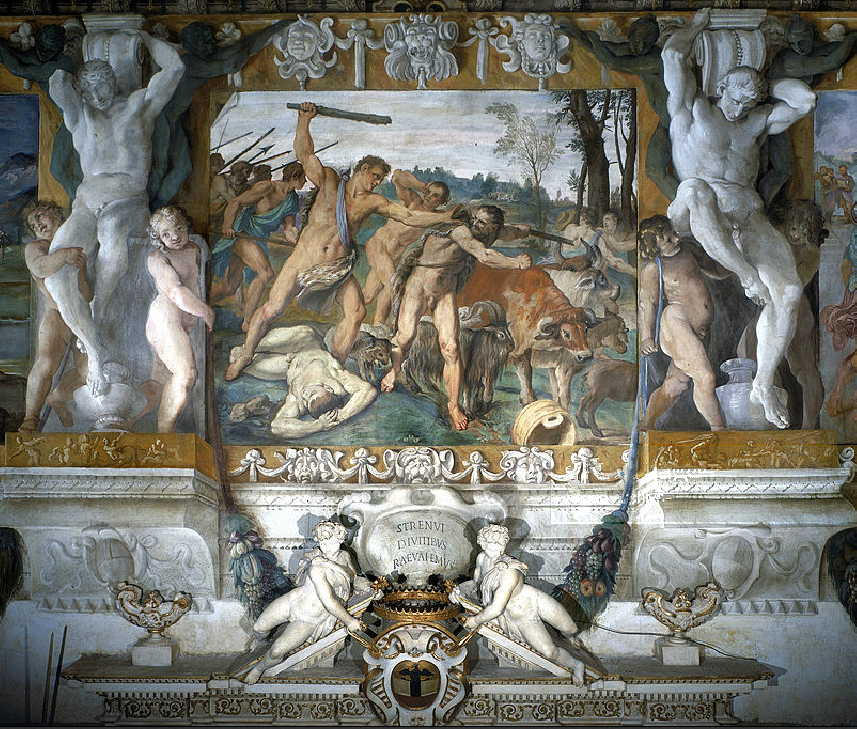
«Історія Ромула і Рема», палаццо Маньяні.

## Портретний жанр в болонській школі

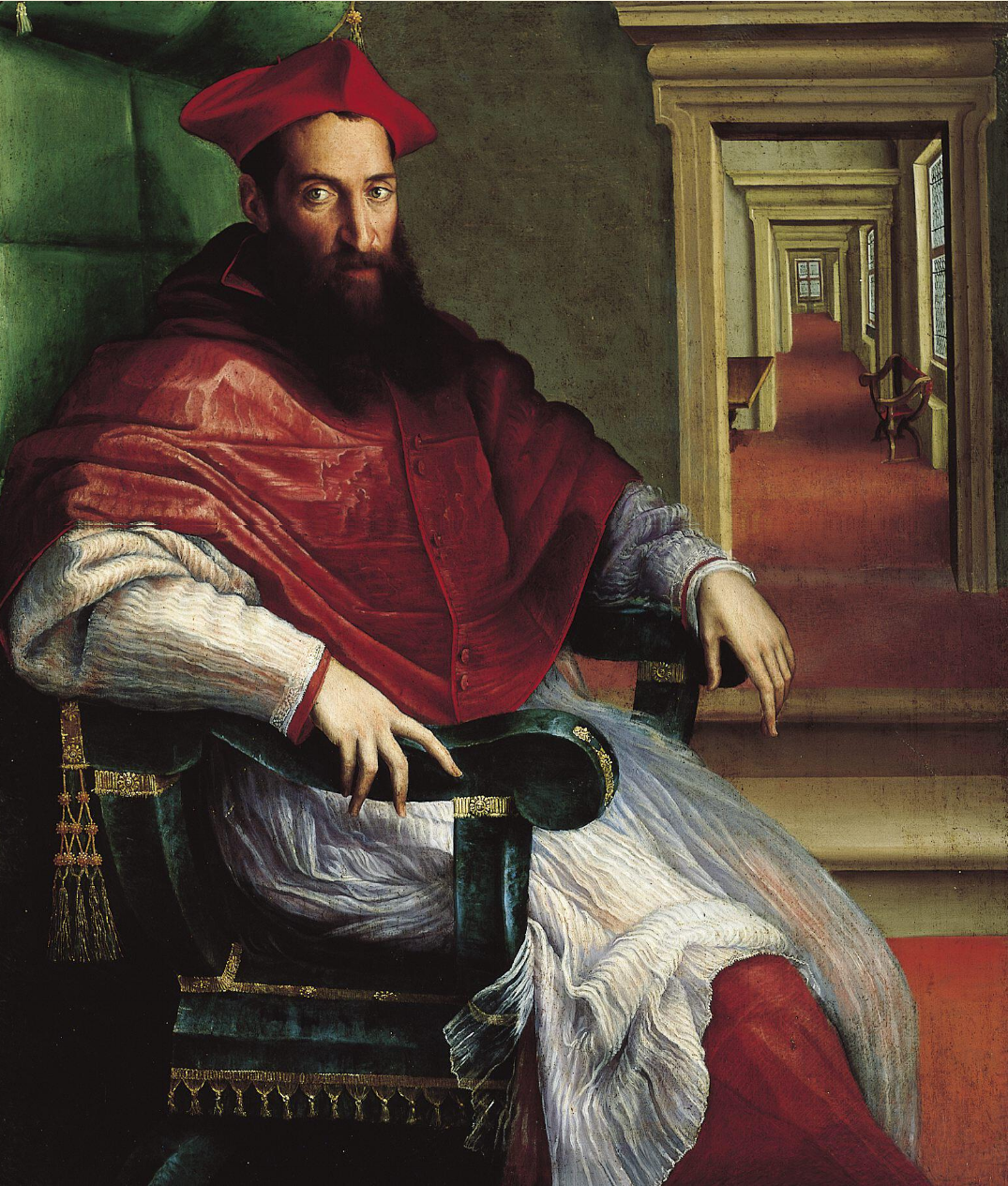
Просперо Фонтана. Портрет невідомого кардинала. Музей Нортона Саймона, Пасадена (Каліфорнія), США.

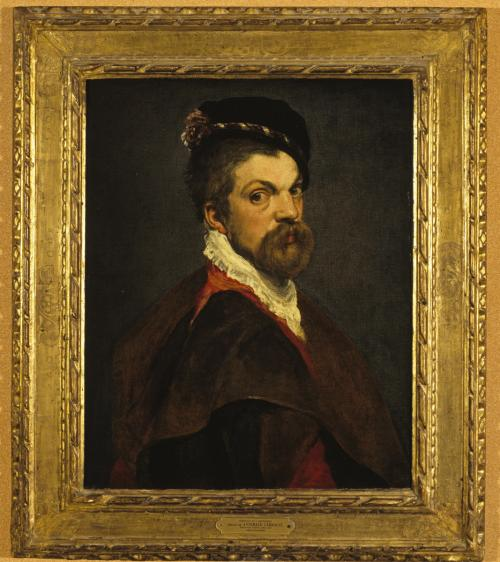
Агостино Каррачі, Портрет невідомого, 1584 р.Художній музей Філбрука, Тулса, штат Оклахома, США
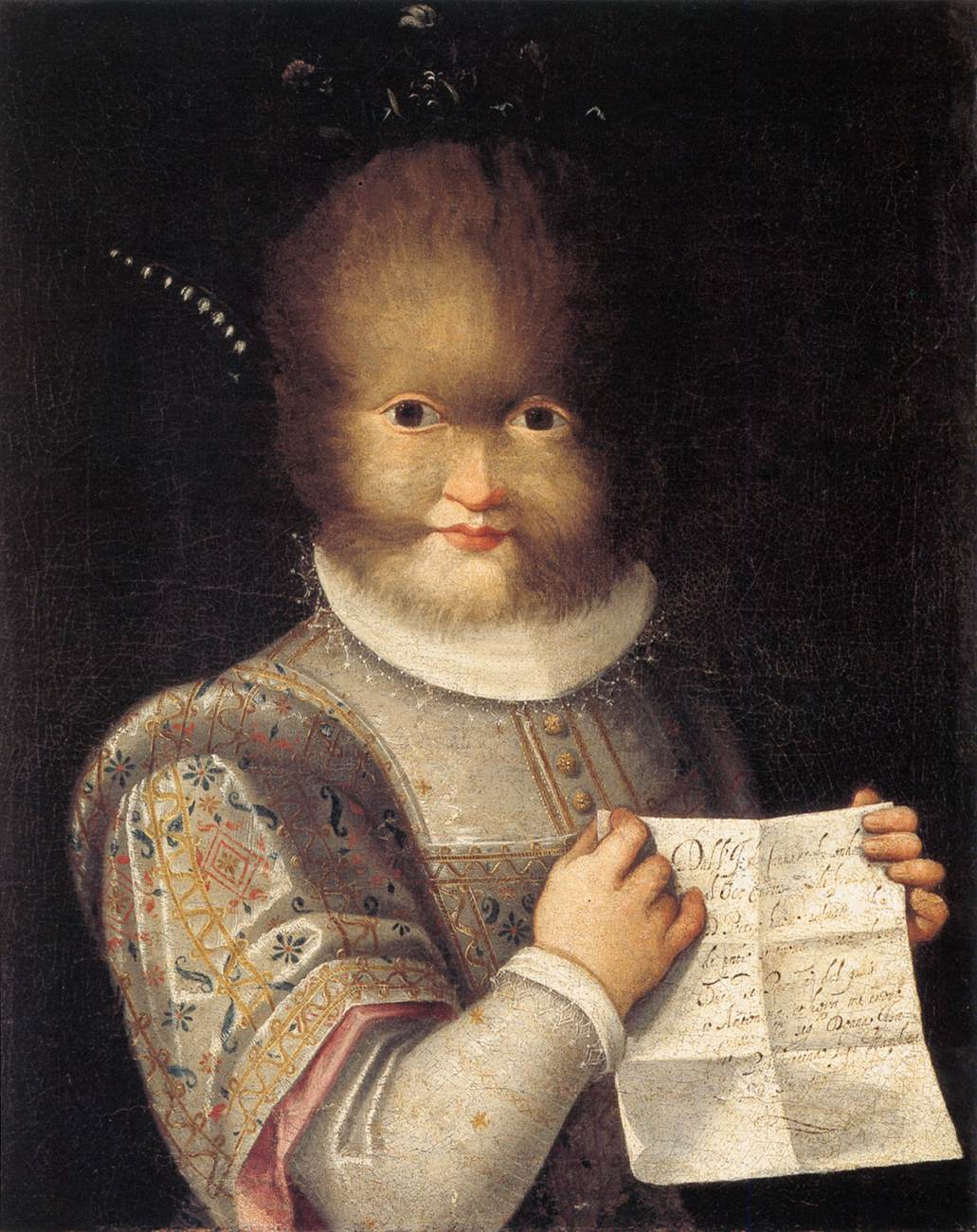
Лавінія Фонтана. «Портрет Тогніни Гонсалвус», 1580-і роки
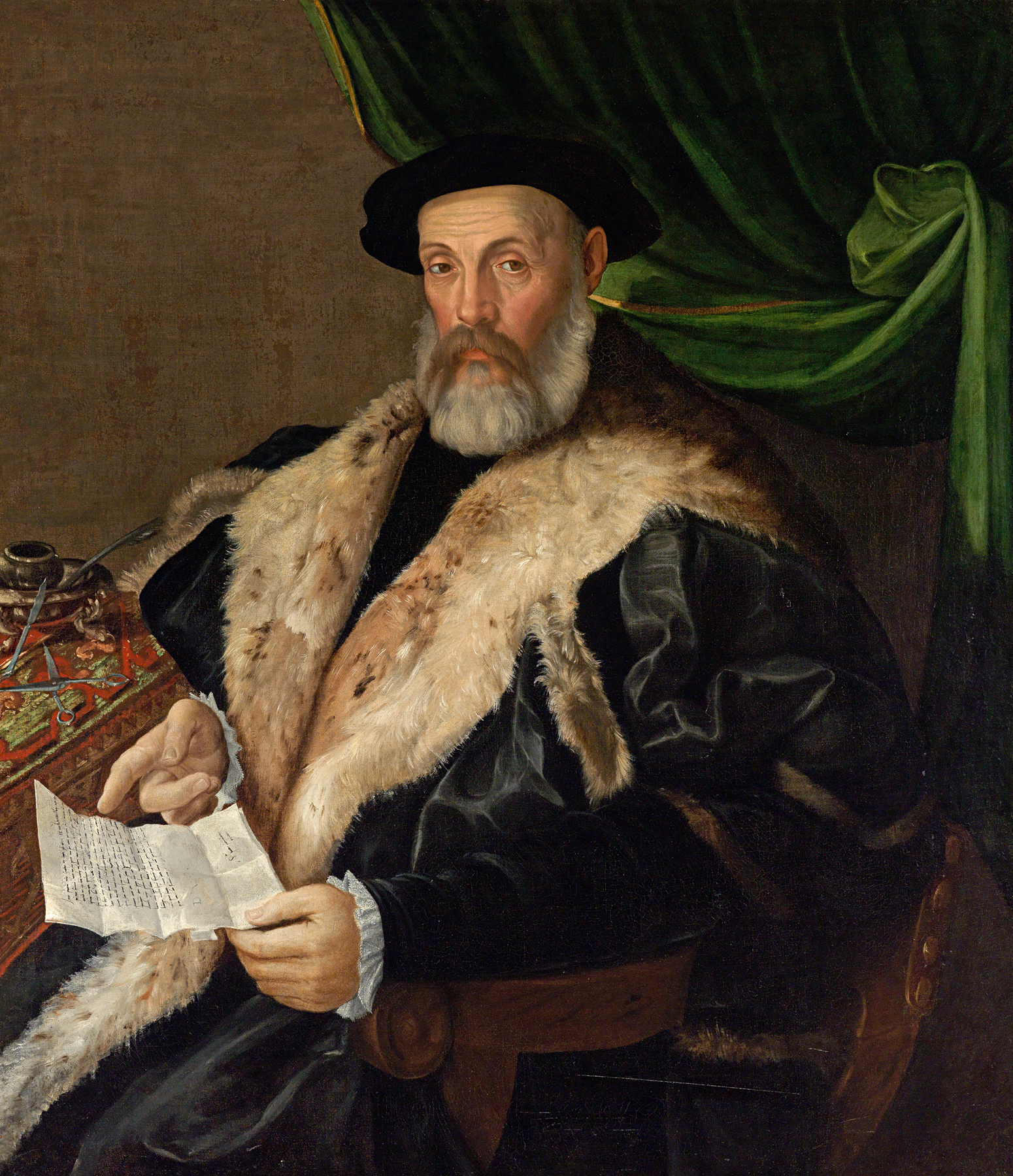
Просперо Фонтана. Портрет багатія в хутрі, бл. 1565 р.
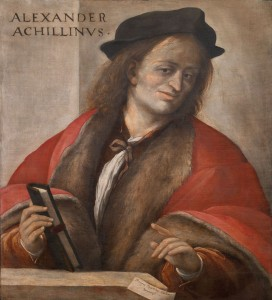
Аміко Аспертіні. Портрет професора університету Алессандро Акілліні.
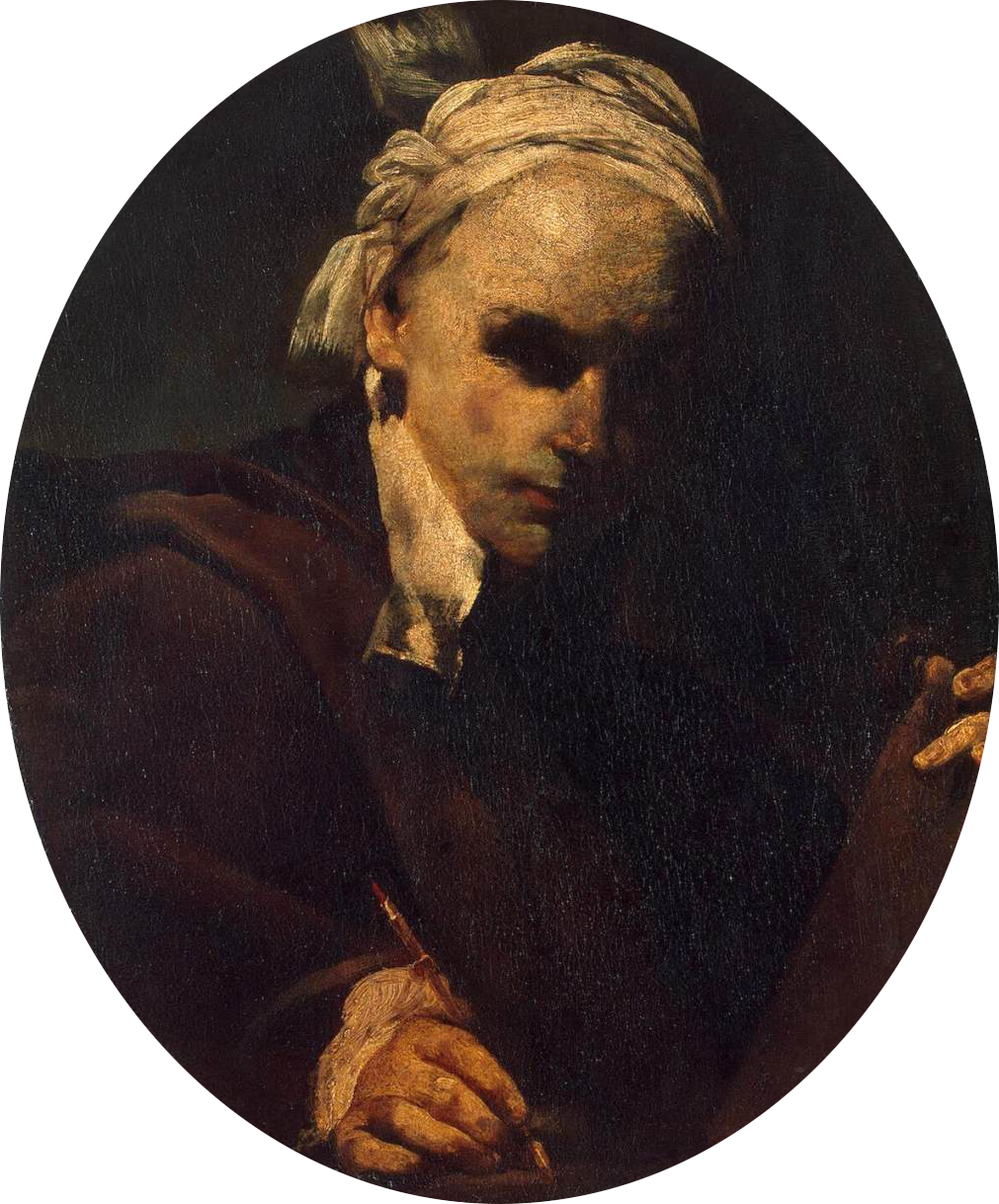
Креспі. Автопортрет. Ермітаж.
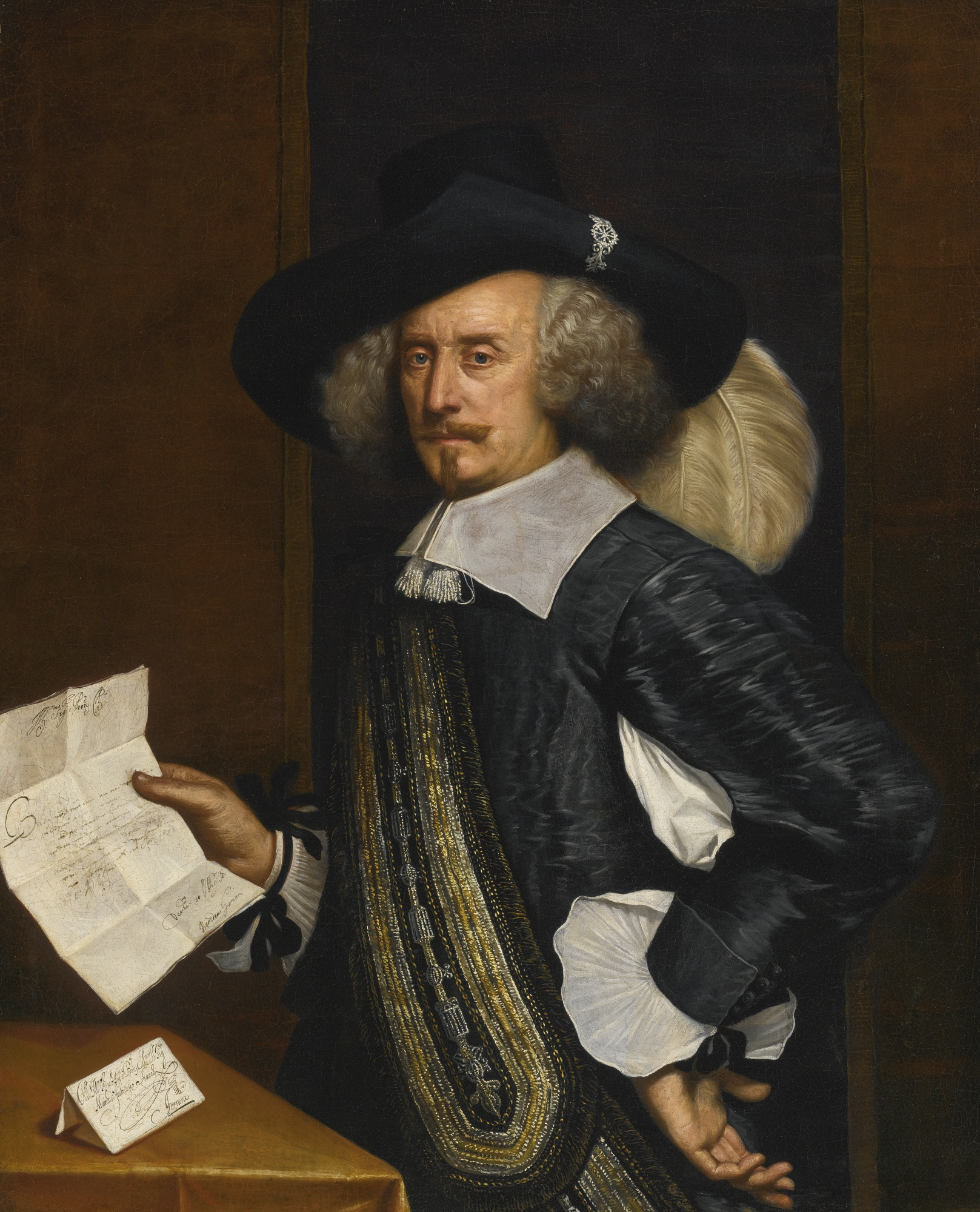
Бенедетто Дженнарі молодший. «Маркіз Франческо Фьяскі», бл. 1655 р.
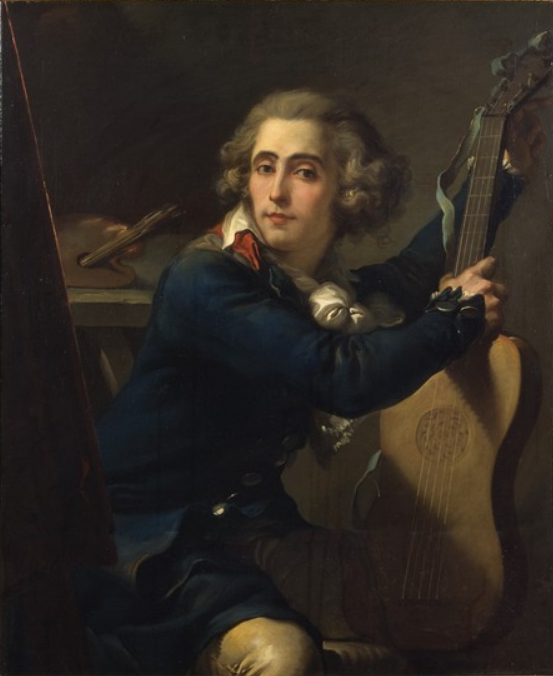
Мауро Гандольфі, автопортрет, Національна пінакотека Болоньї
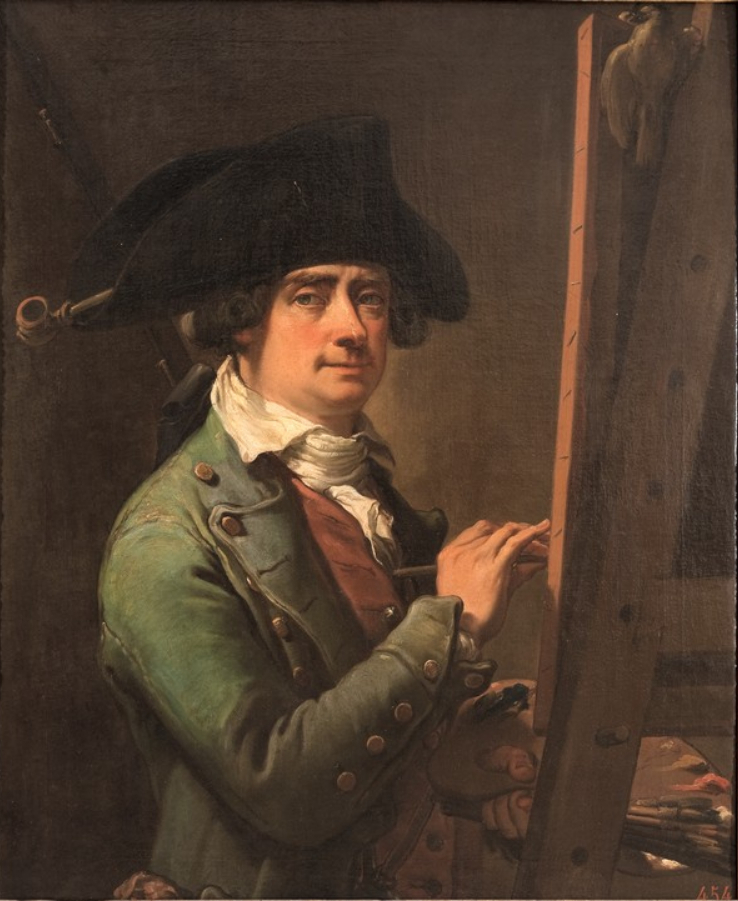
Гаетано Гандольфі. Автопортрет, 1780 р.Національна пінакотека Болоньї
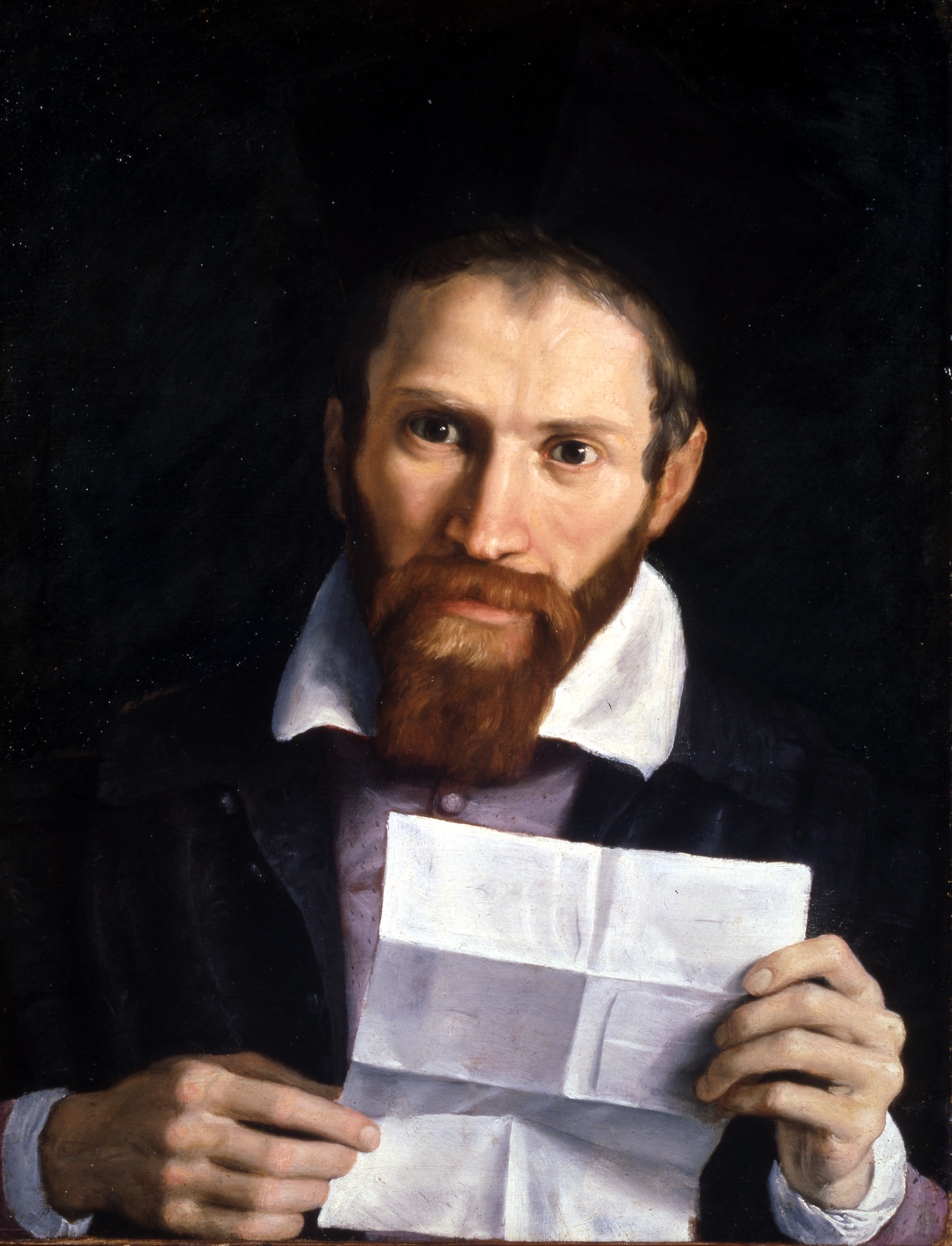
Доменікіно.Портрет Джованні Агуччі.

## Галерея

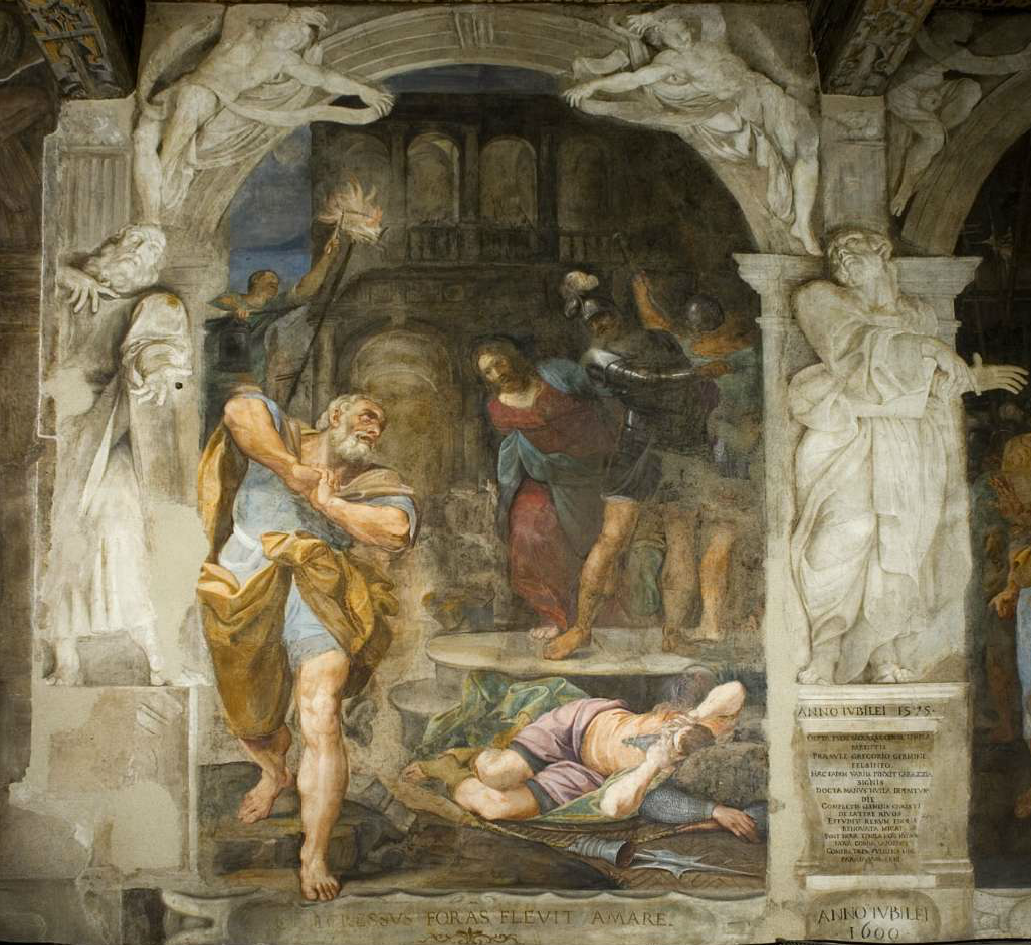
Франческо Альбані. «Каяття апостола Петра», фреска в Ораторіумі ді Сан Коломбано, Болонья

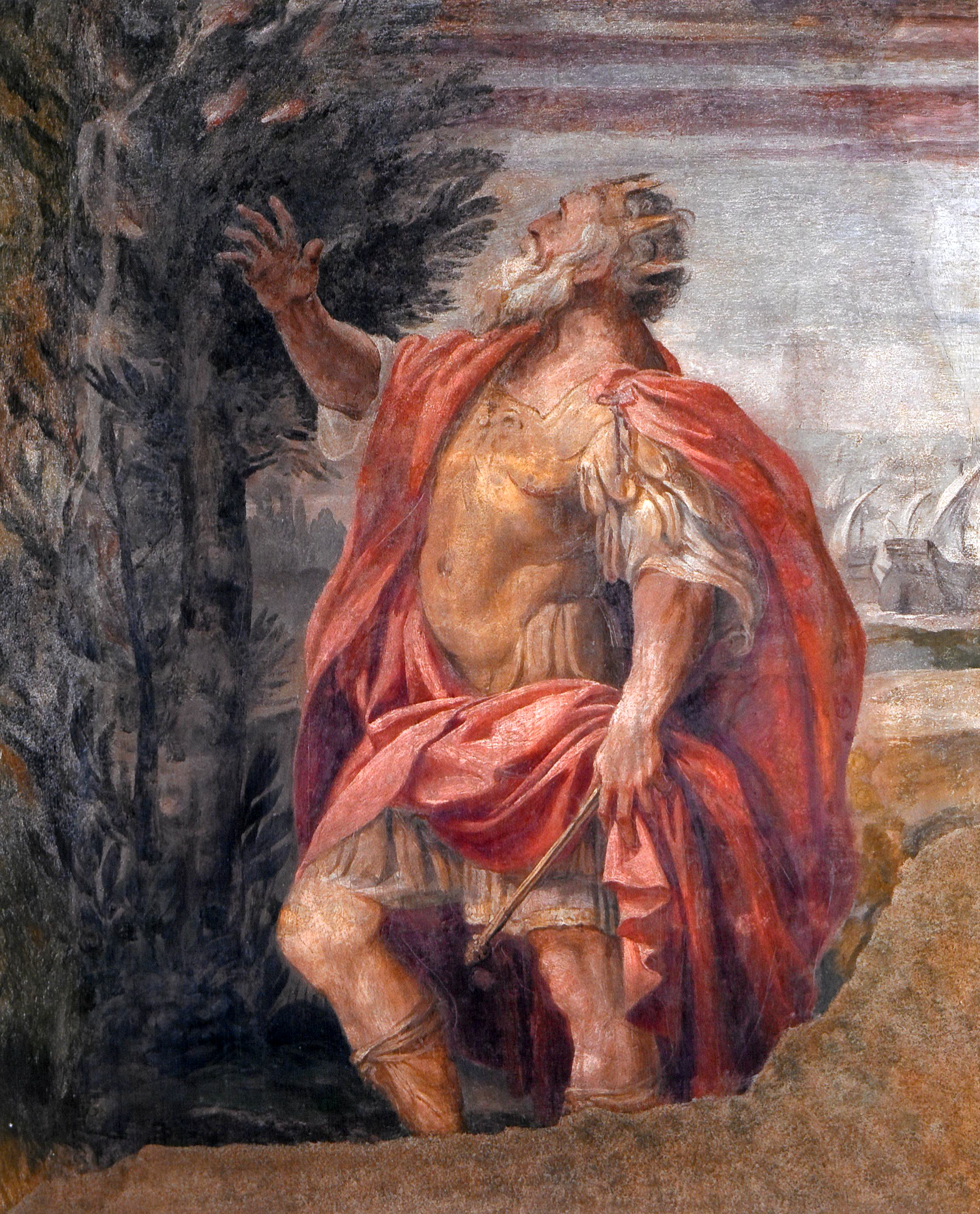
Брати Каррачі. «Історія заснування Риму, Еней» (залишок фрески).

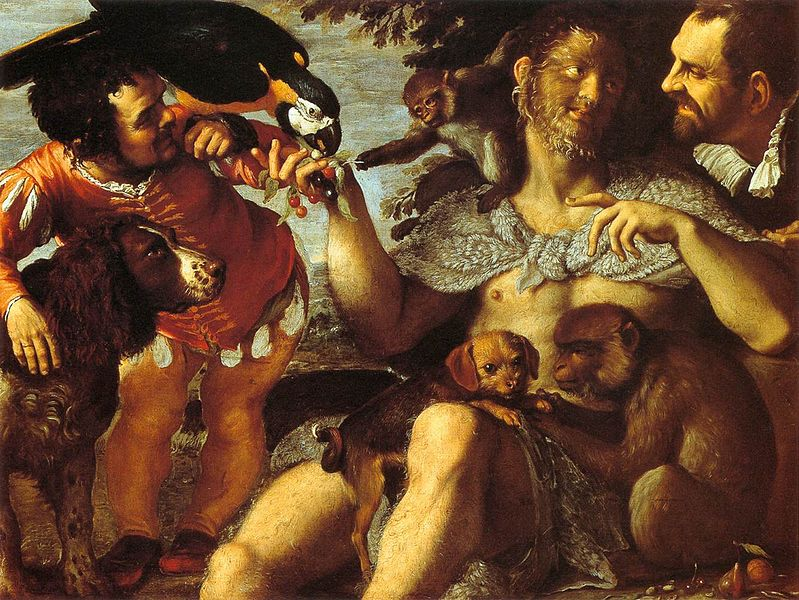
Агостіно Каррачі. «Три блазні», Музей Каподімонте, Неаполь.
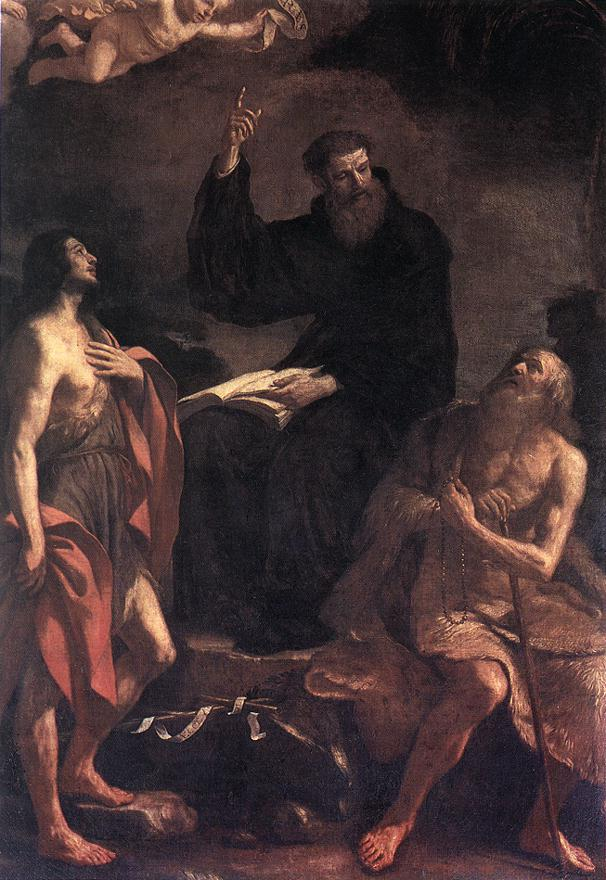
Гверчіно. Пустельники Агостіно,Джованні, Паоло, 1638 р. Церква Сан Агостіно, Рим.
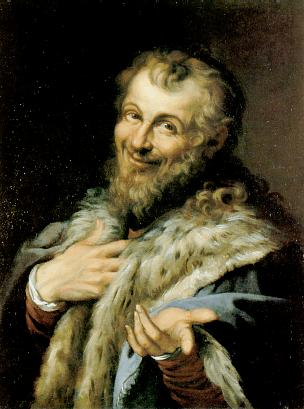
Агостино Каррачі. Філософ Демокрит.  Музей Каподімонте. Неаполь
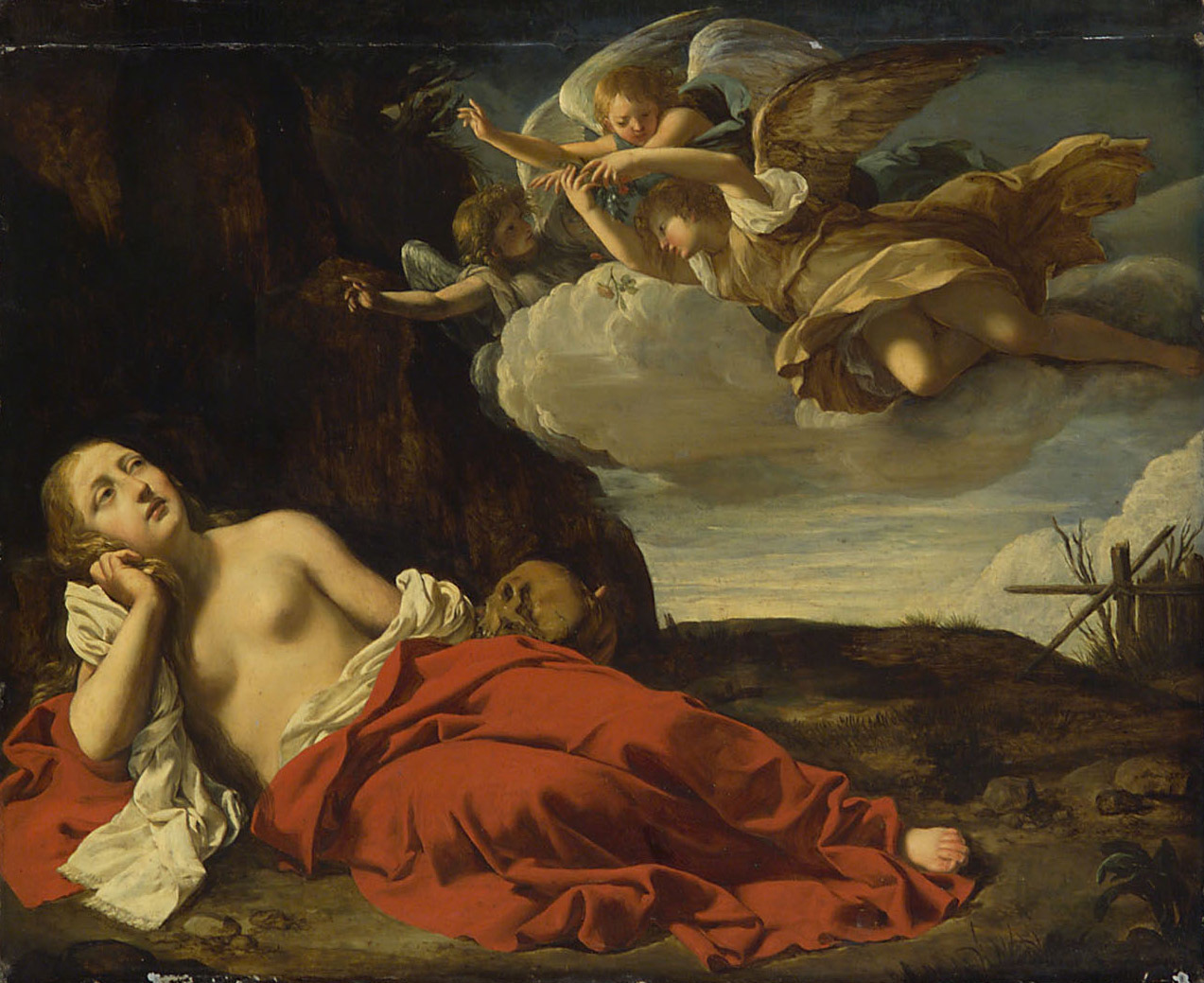
Худ. Гвідо Каньячі, Каяття Марії Магдалини.
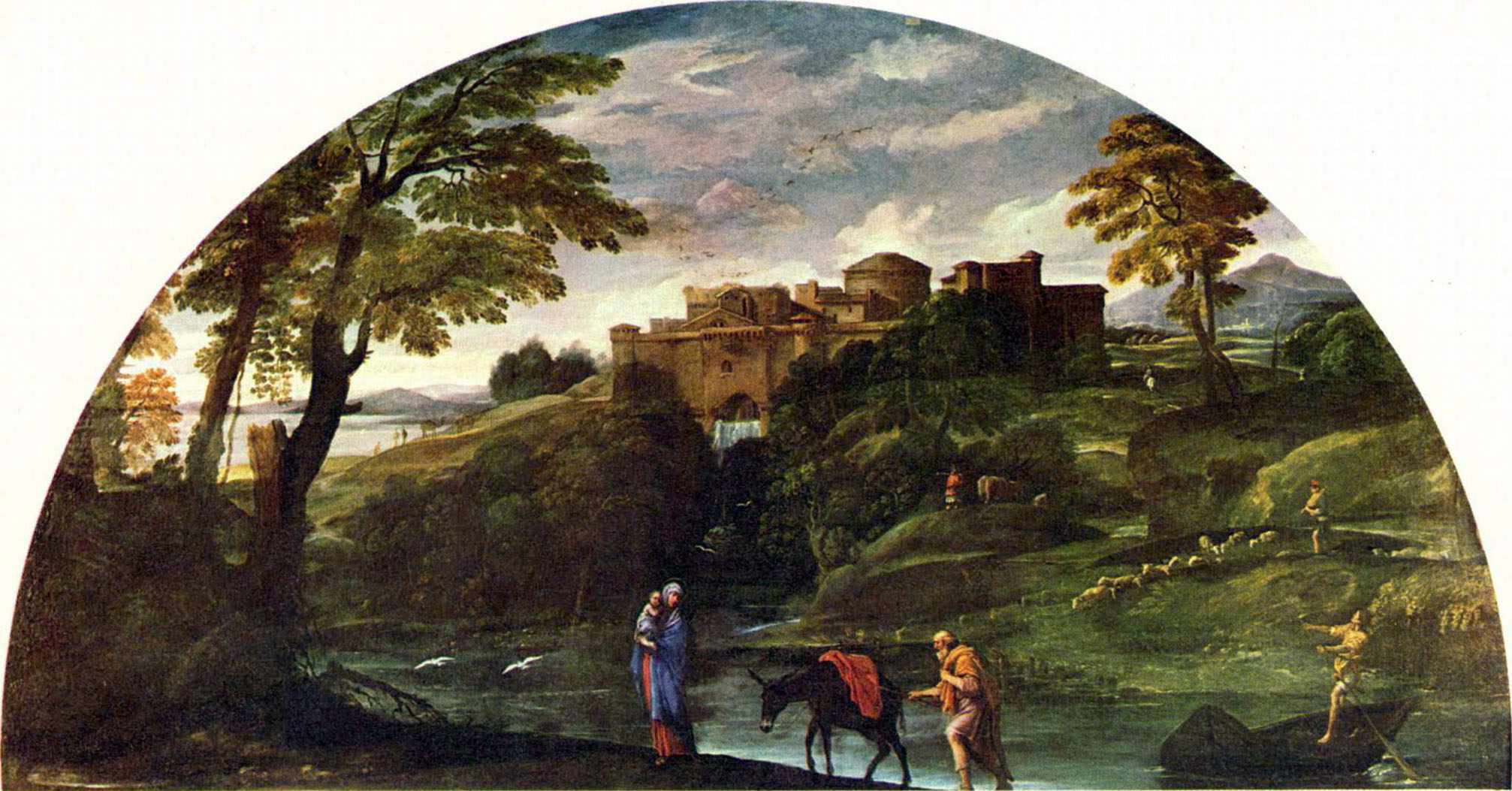
Втеча Святої Родини в Єгипет (Аннібалє Каррачі) . бл. 1603. Галерея Доріа Памфілі, Рим
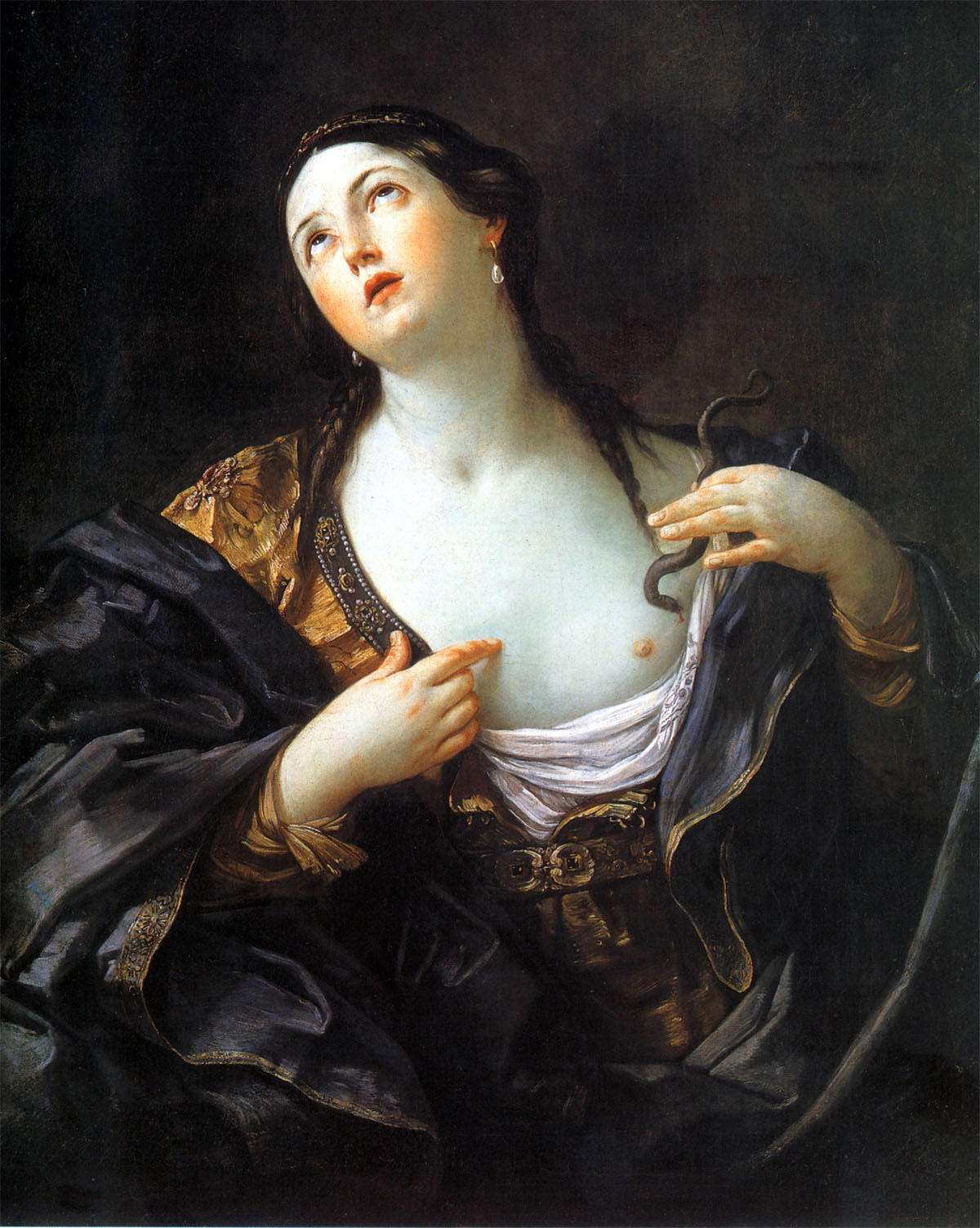
Гвідо Рені. Смерть Клеопатри. бл.1598 р. Капітолійська Пінакотека, Рим.
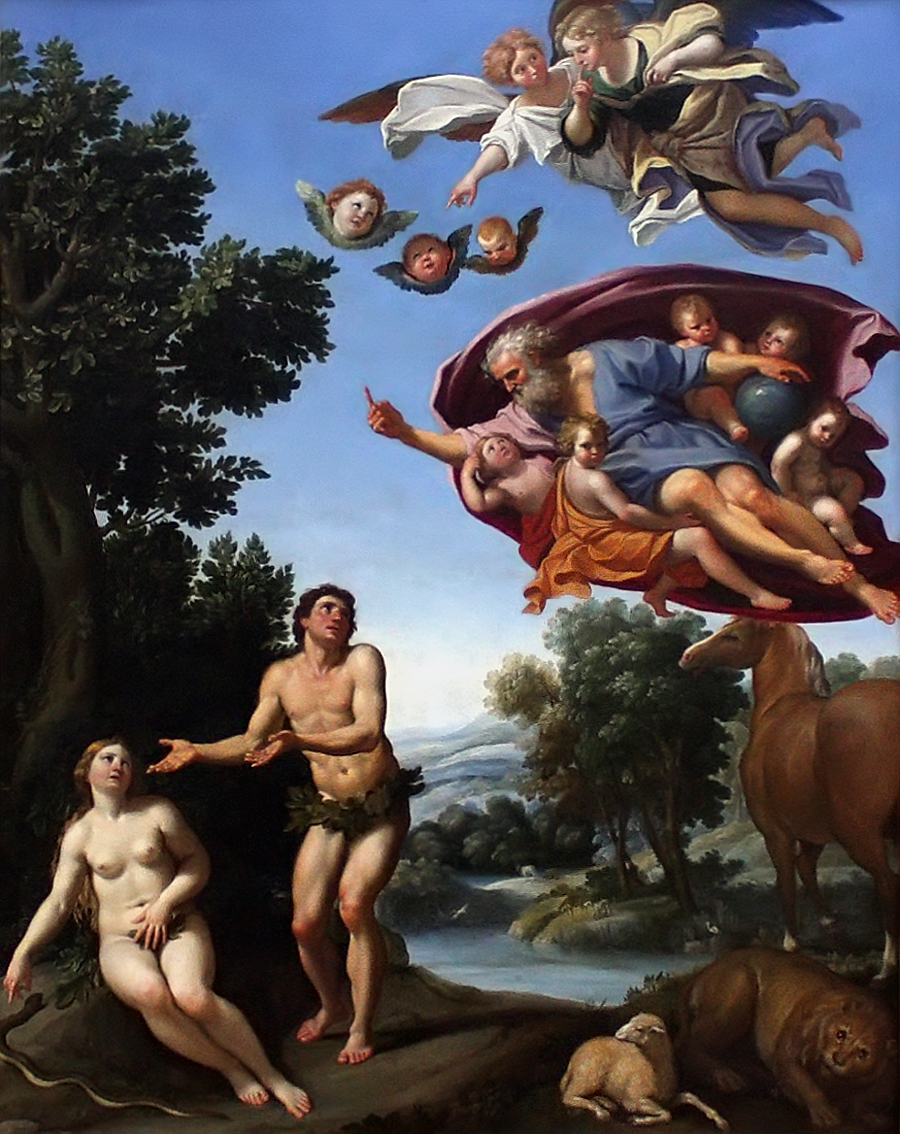
Доменікіно. Гріхопадіння Адама і Єви. Гренобль.
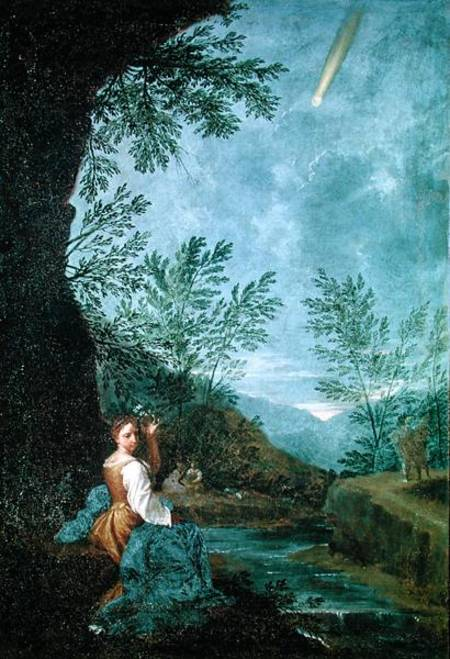
Донато Креті. «Комета», серія картин «Астрономічні спостереження», 1711  р., Ватиканська пінакотека

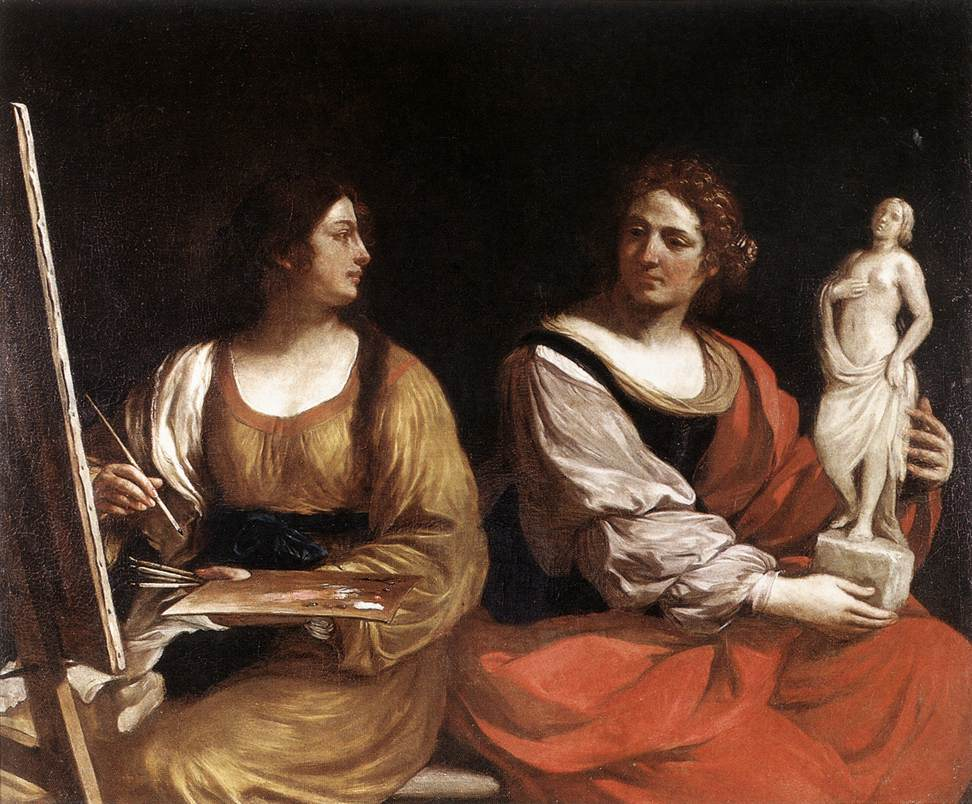
Гверчіно.Алегорія живопису і скульптури, Рим, Національна галерея стародавнього мистецтва.
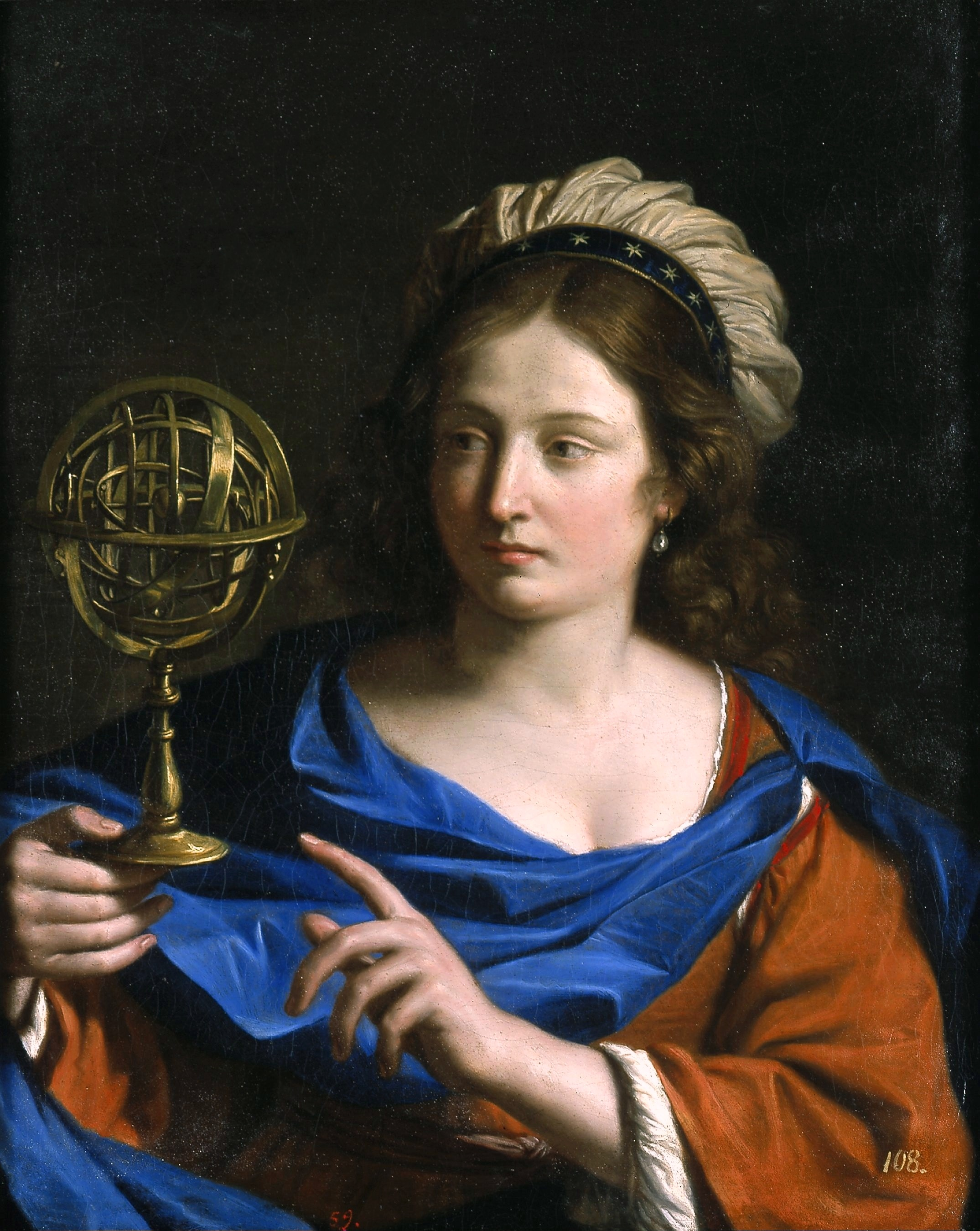
Гверчіно. Алегорія Астрології, Остін, Техас, США.
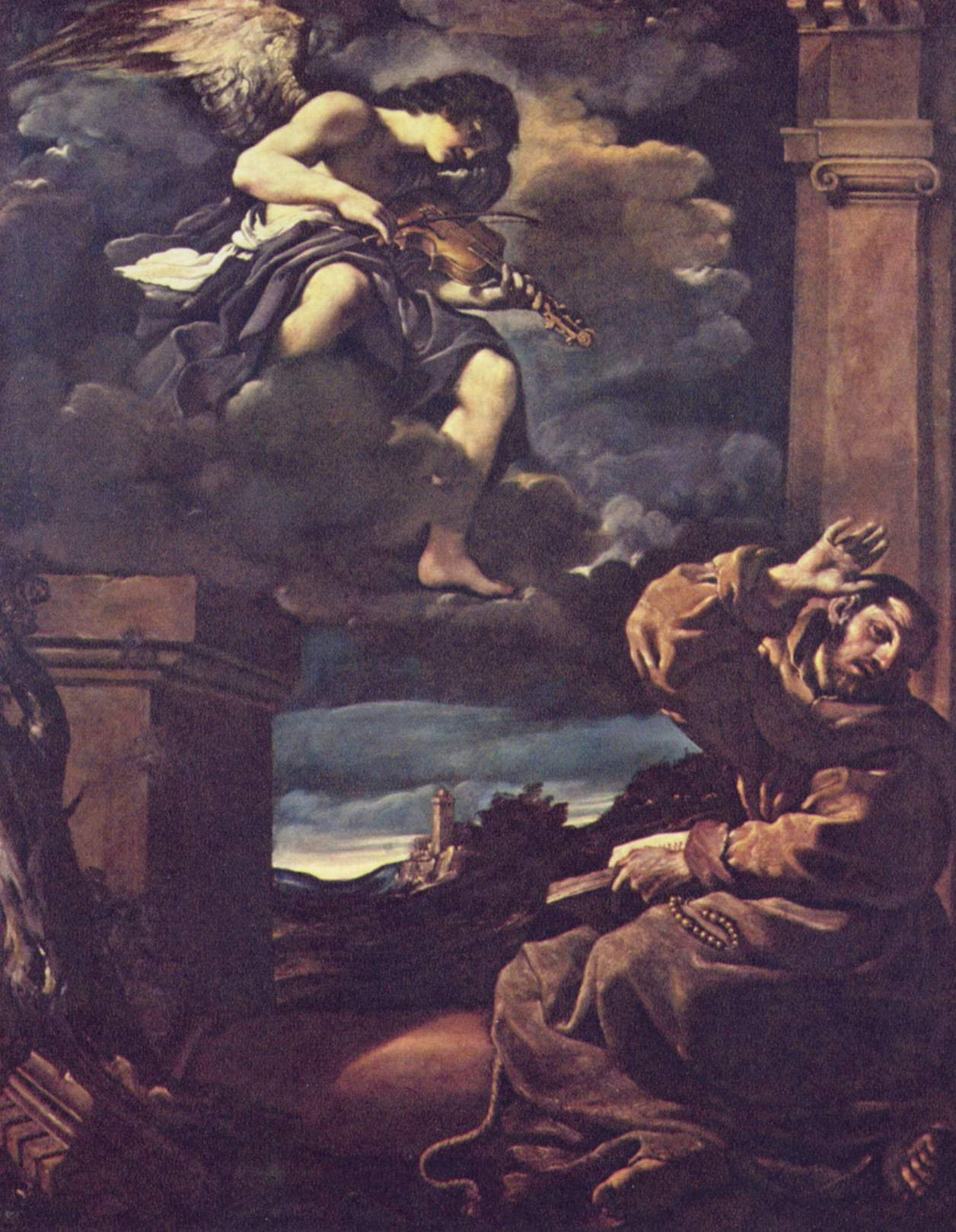
Гверчіно. Екстаз Св. Франциска, Дрезден.

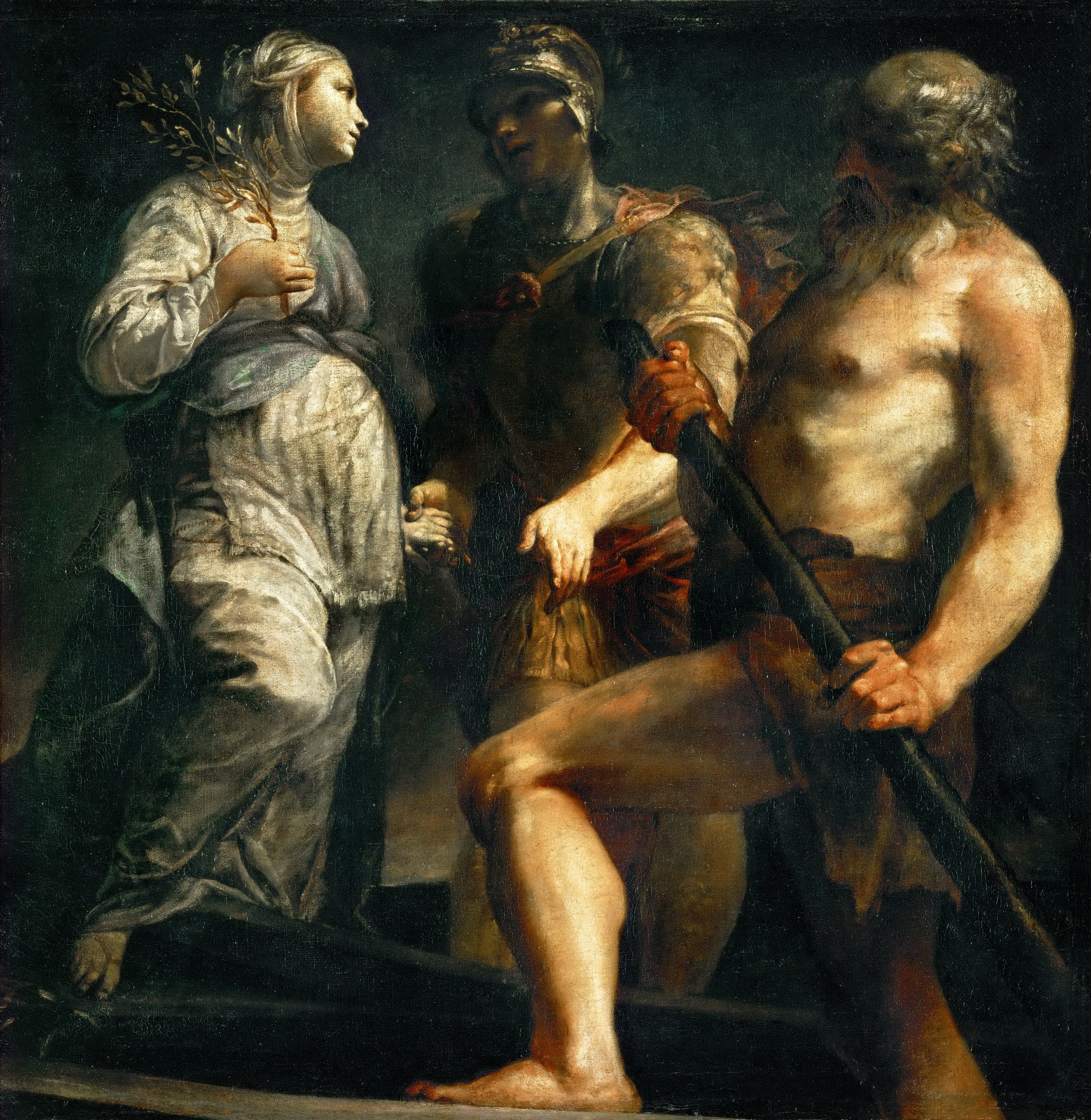
Сивілла Кумська, Еней і перевізник Харон (картина) Відень, Музей історії мистецтв
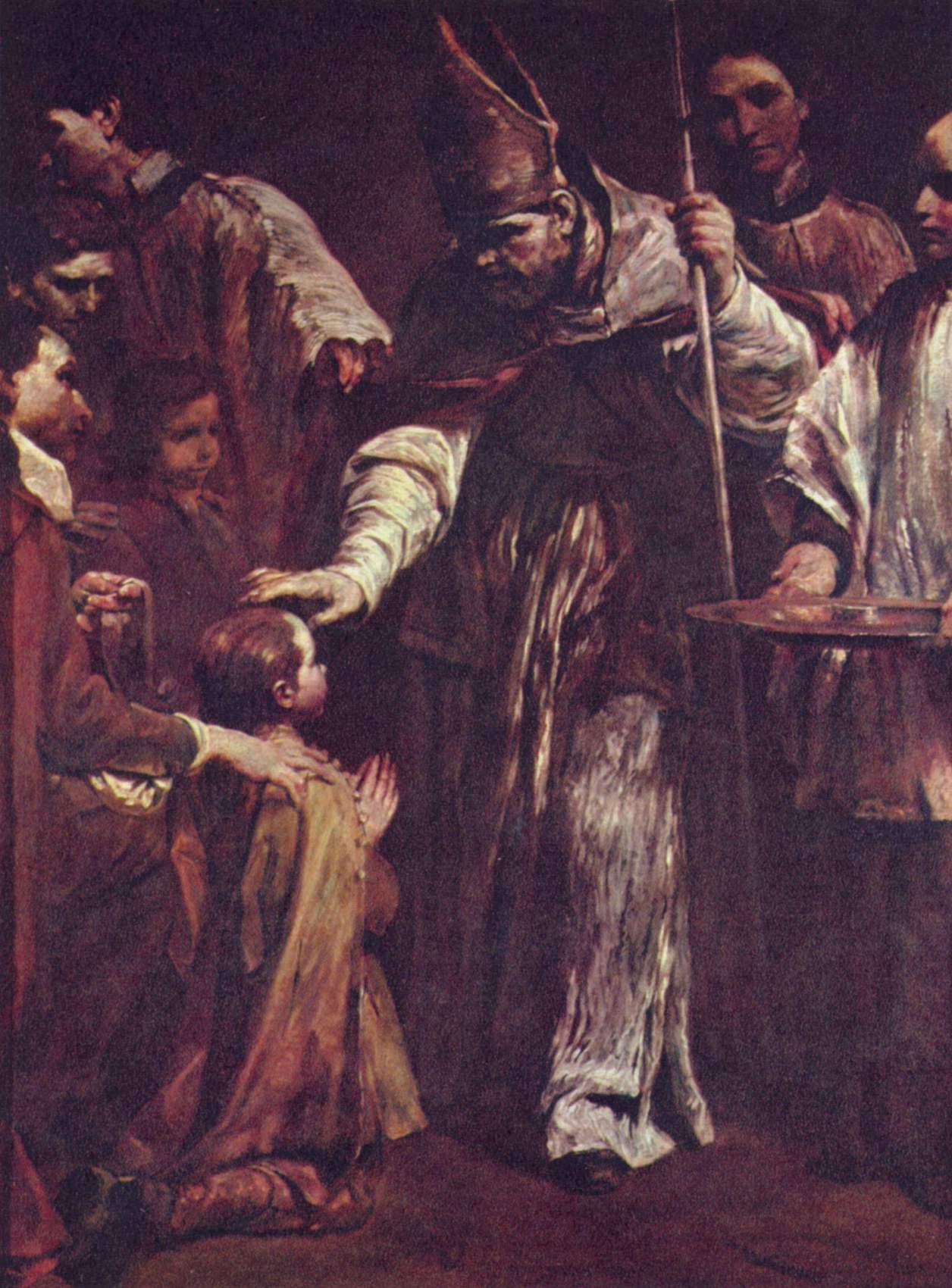
Джузеппе Марія Креспі. Миропомазання дитини, Дрезденська картинна галерея
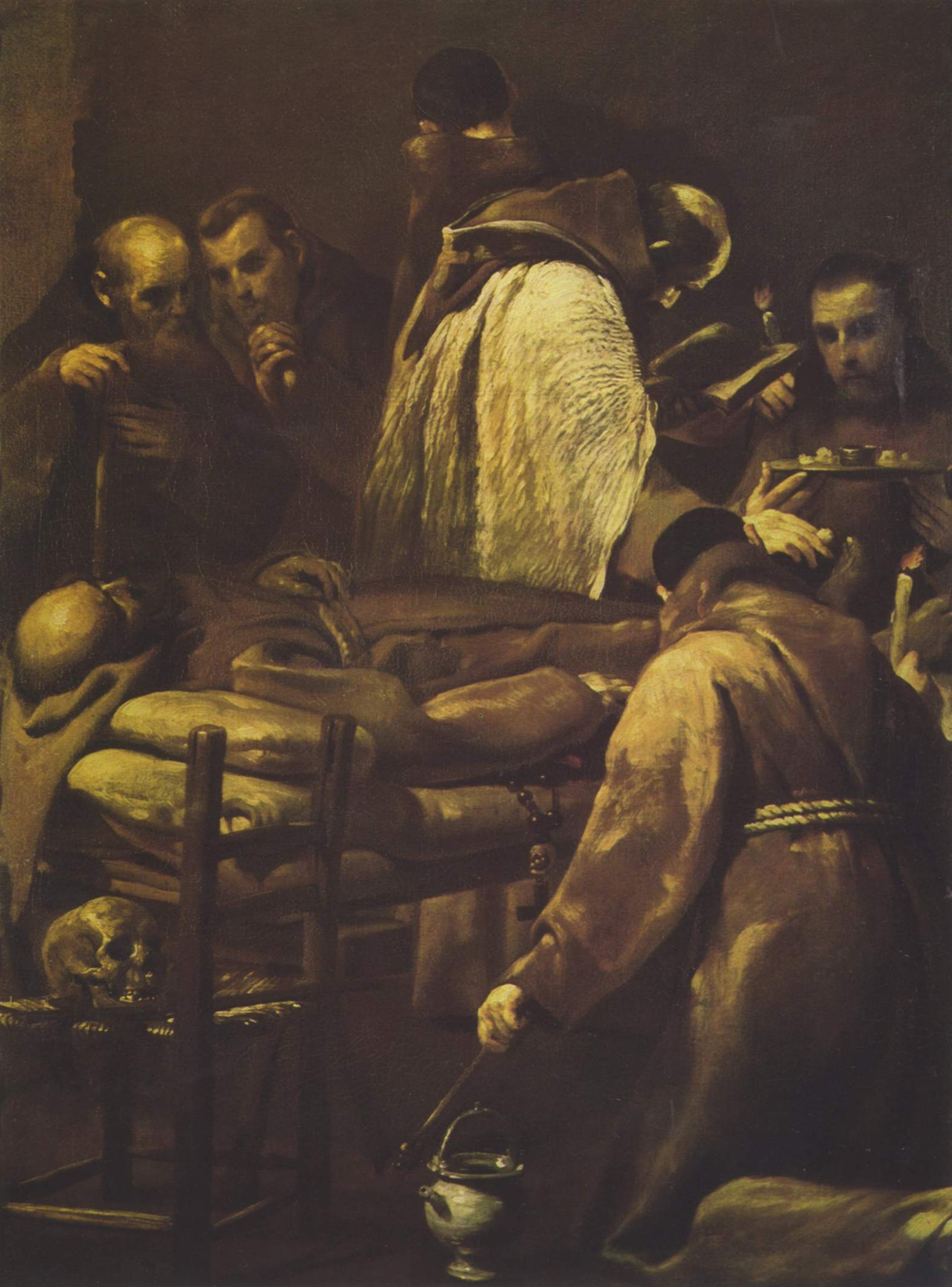
Джузеппе Марія Креспі. Передсмертна сповідь

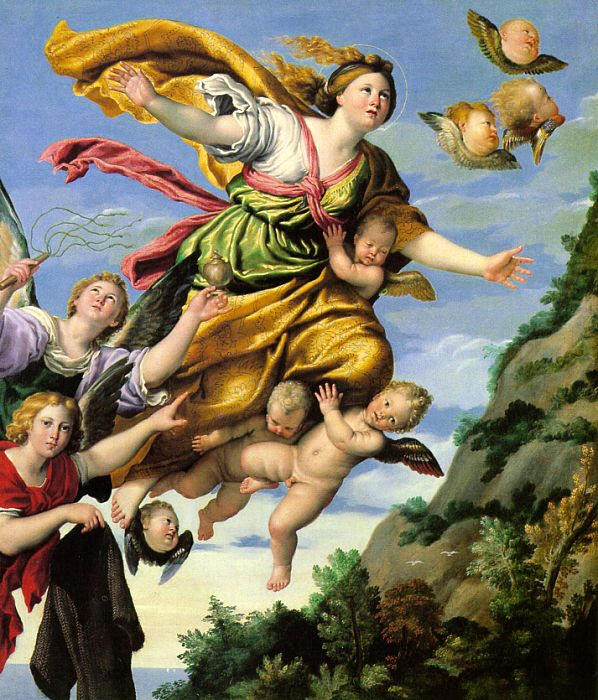
Доменікіно. Вознесіння Марії Магдалини. Ермітаж.
Доменікіно. Смерть Петра мученика. Болонья, Національна пінакотека
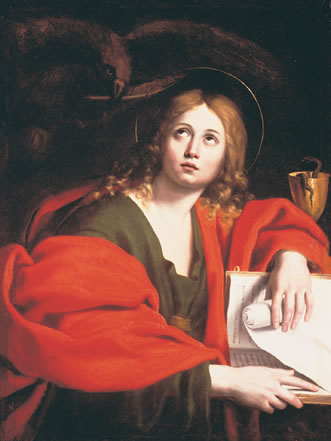
Доменікіно. Іван євангеліст.
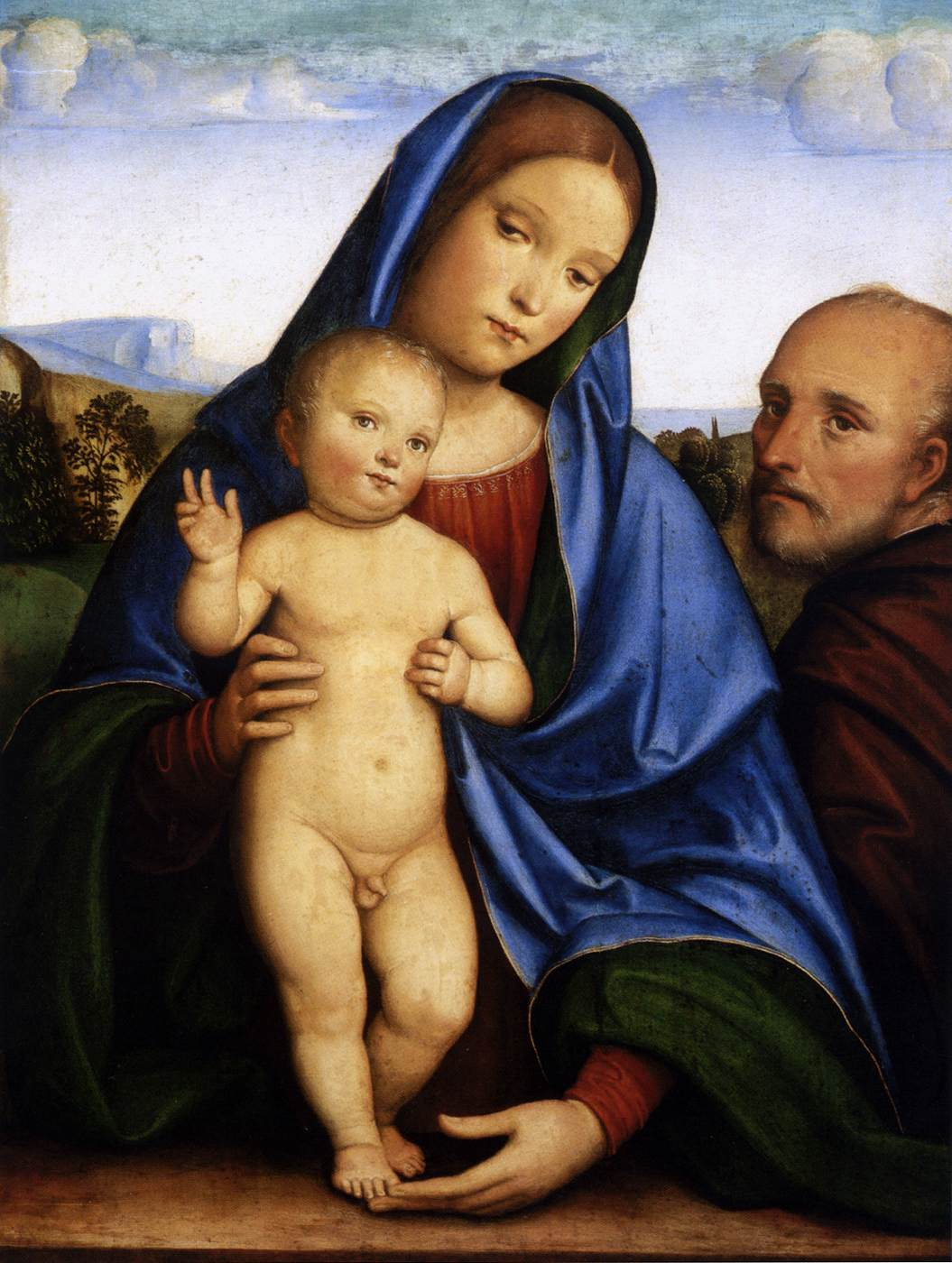
Франческо Франча. «Свята Родина », Музей образотворчих мистецтв (Будапешт)

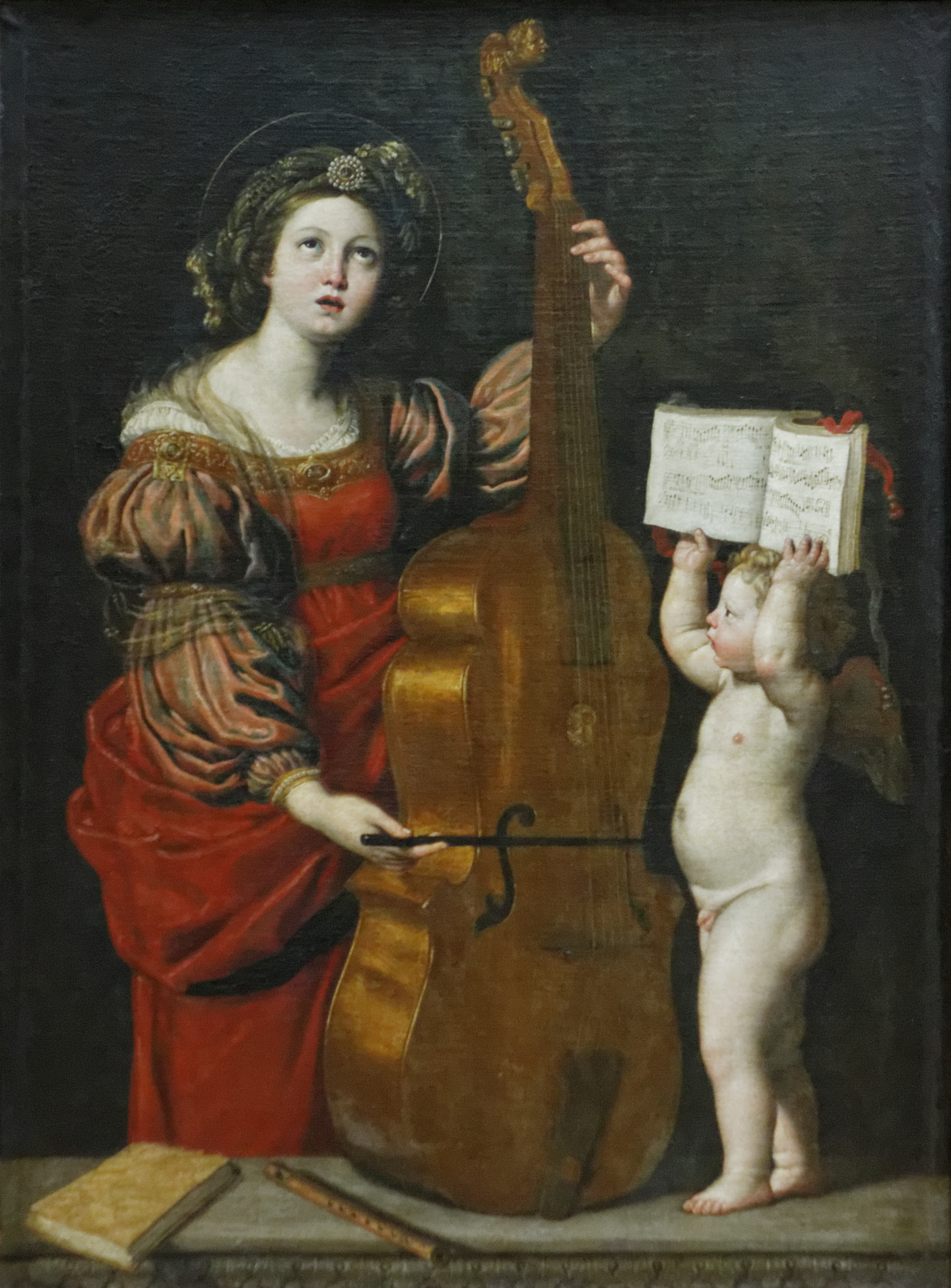
Доменікіно.Св.Цецилія, Лувр.
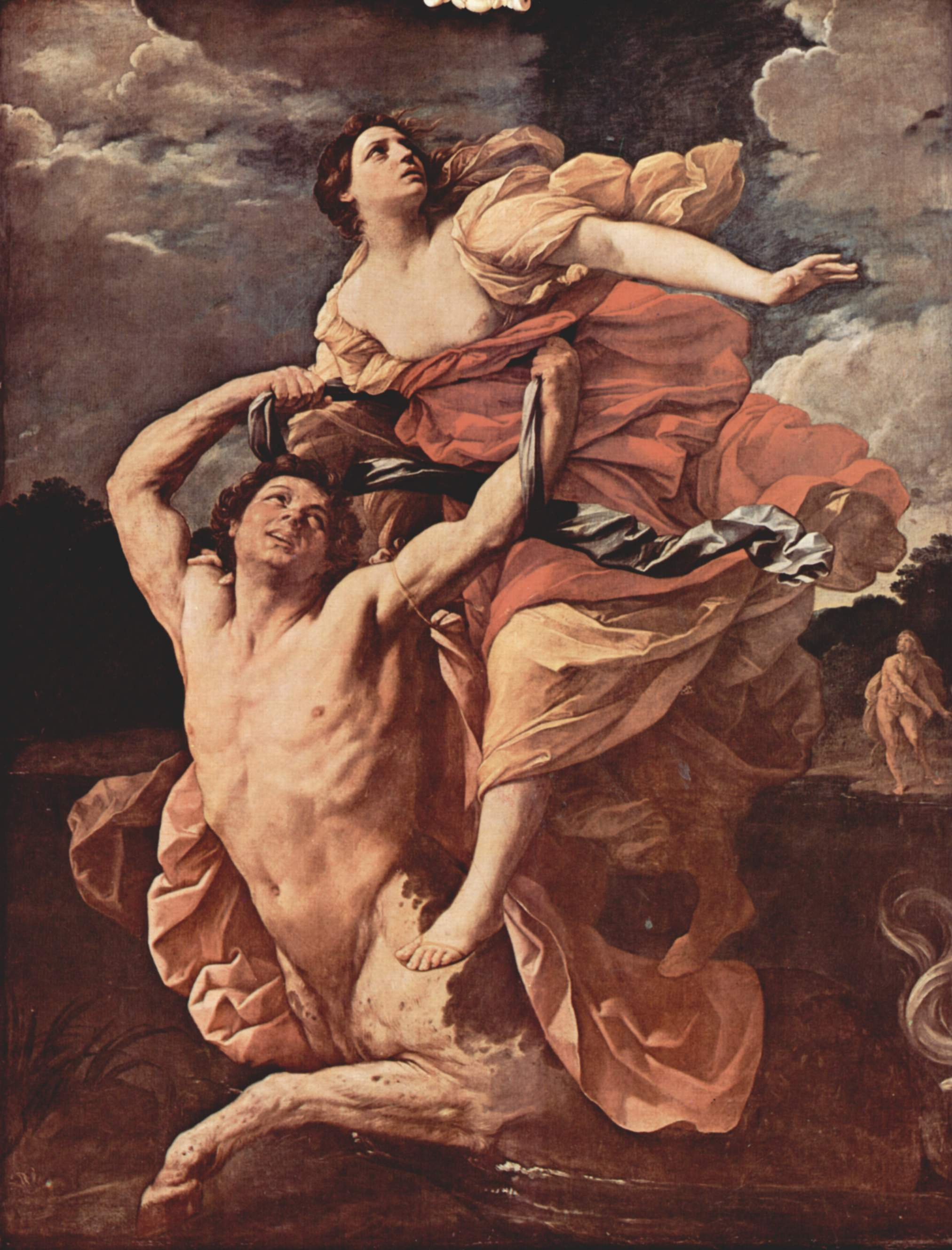
Гвідо Рені. Викрадення Деяніри кентавром Нессом
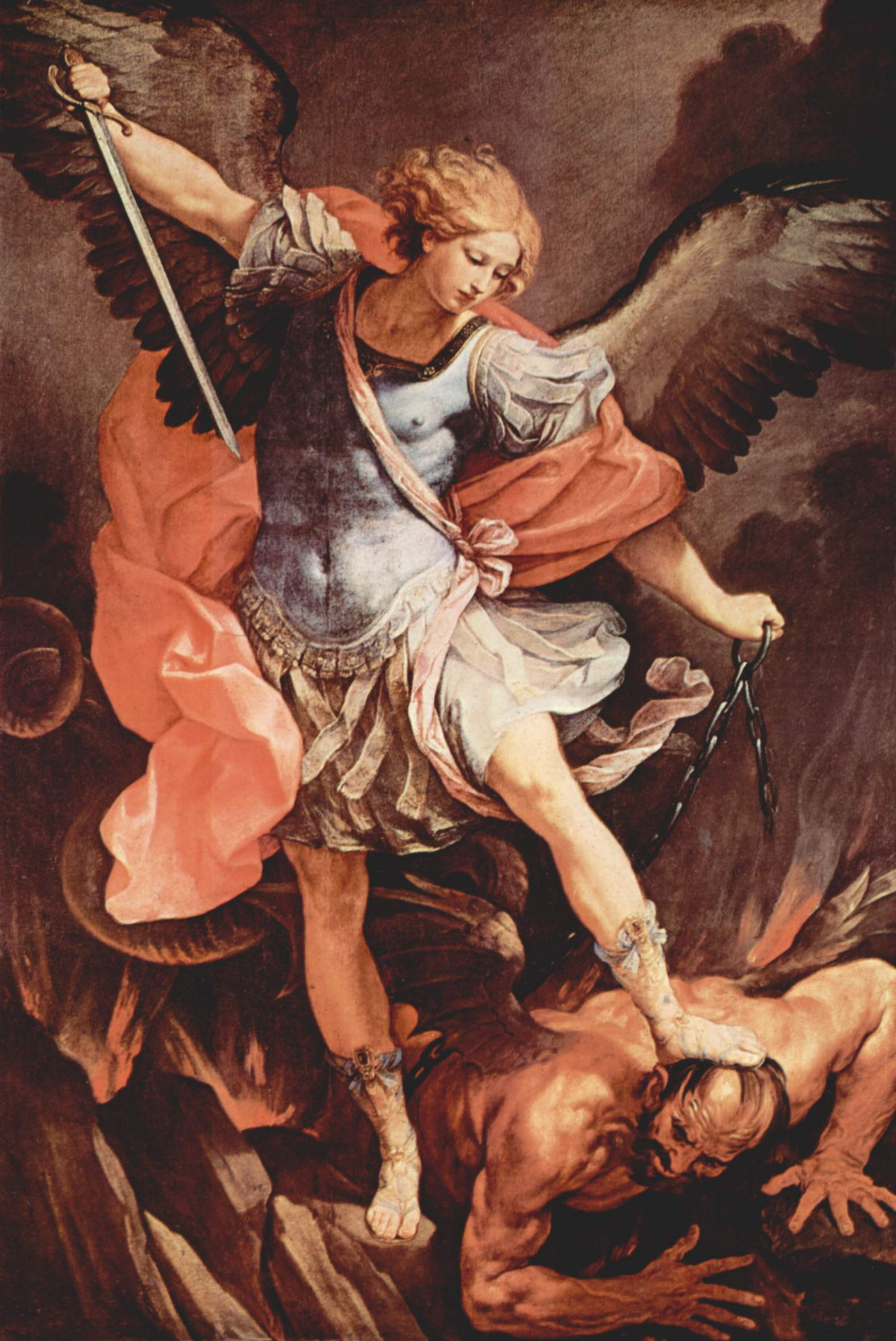
Гвідо Рені.Архангел Михайло.Санта Марія делла Концессіоне,Рим